# Biserica de lemn din Toplița, Sălaj

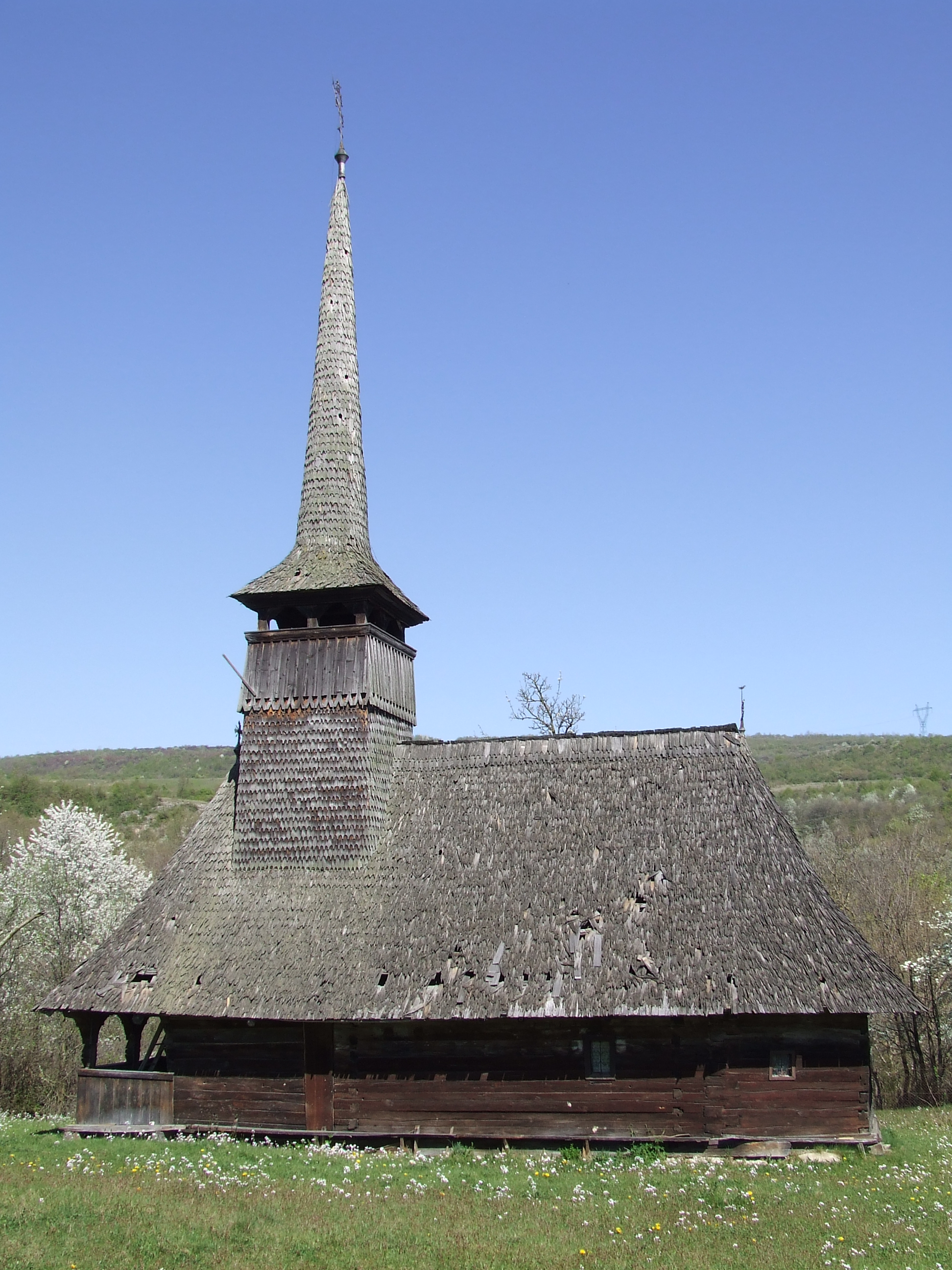
Biserica de lemn din Toplița

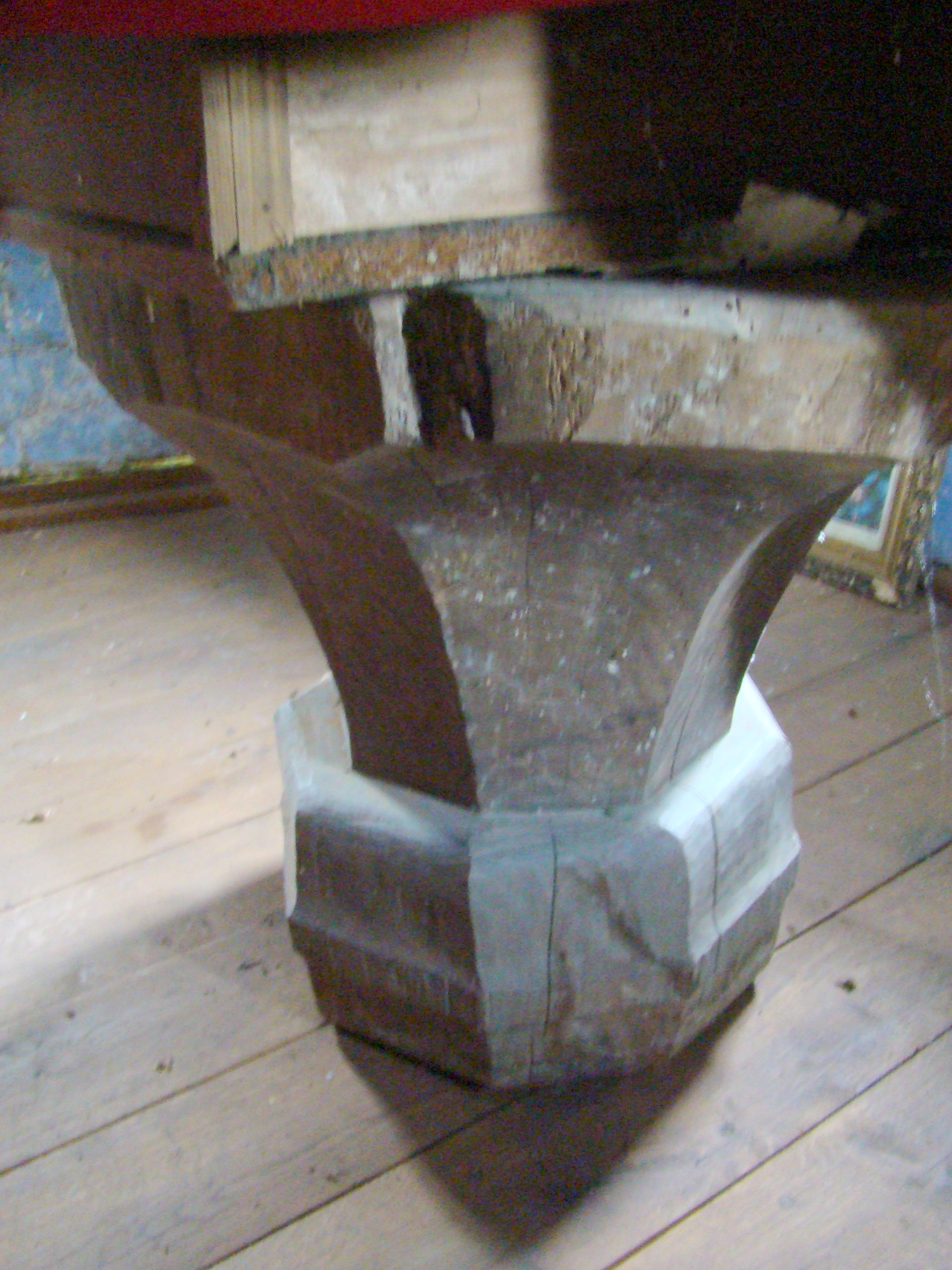
Piciorul mesei altarului

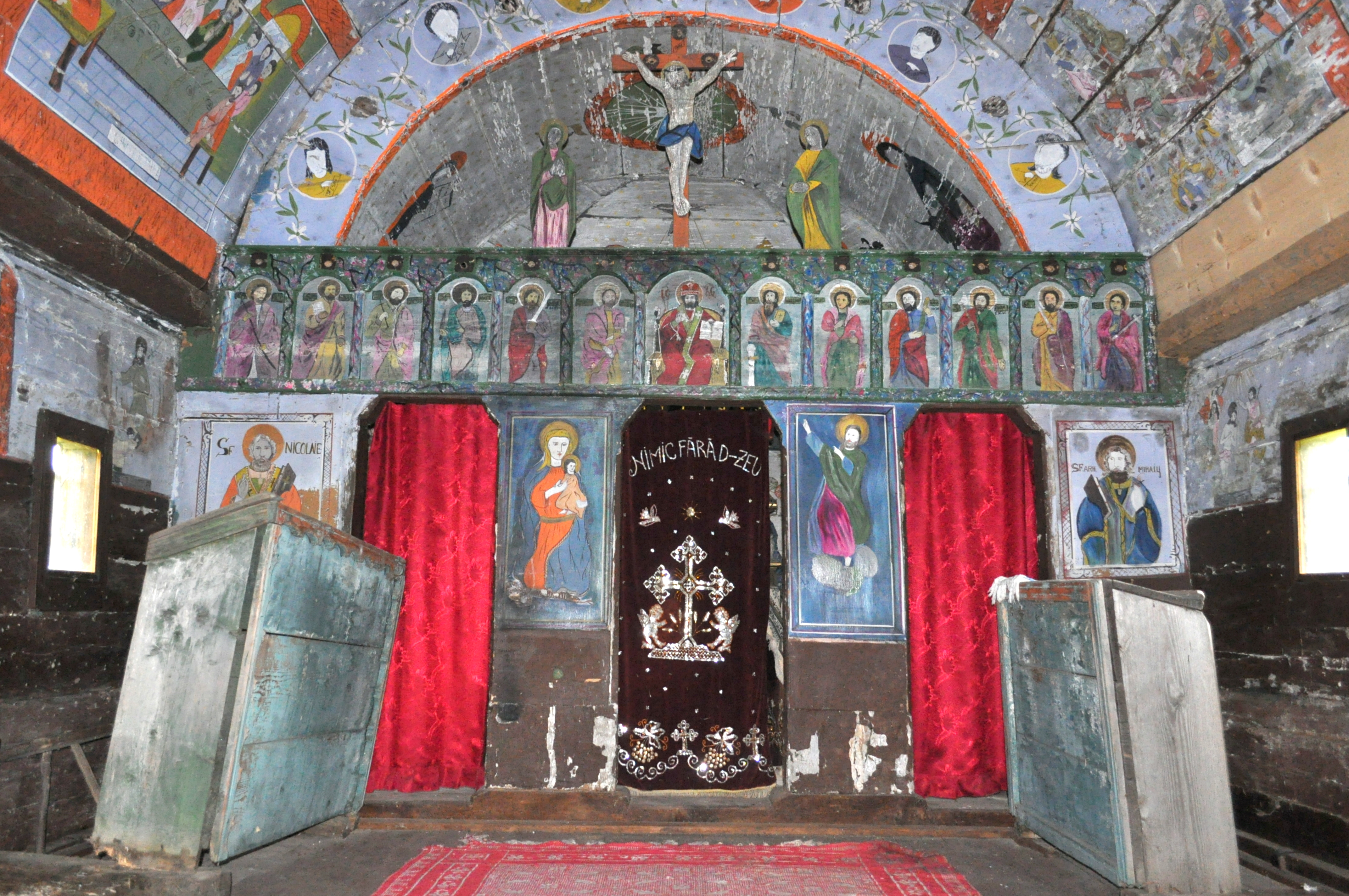
Nava spre iconostas

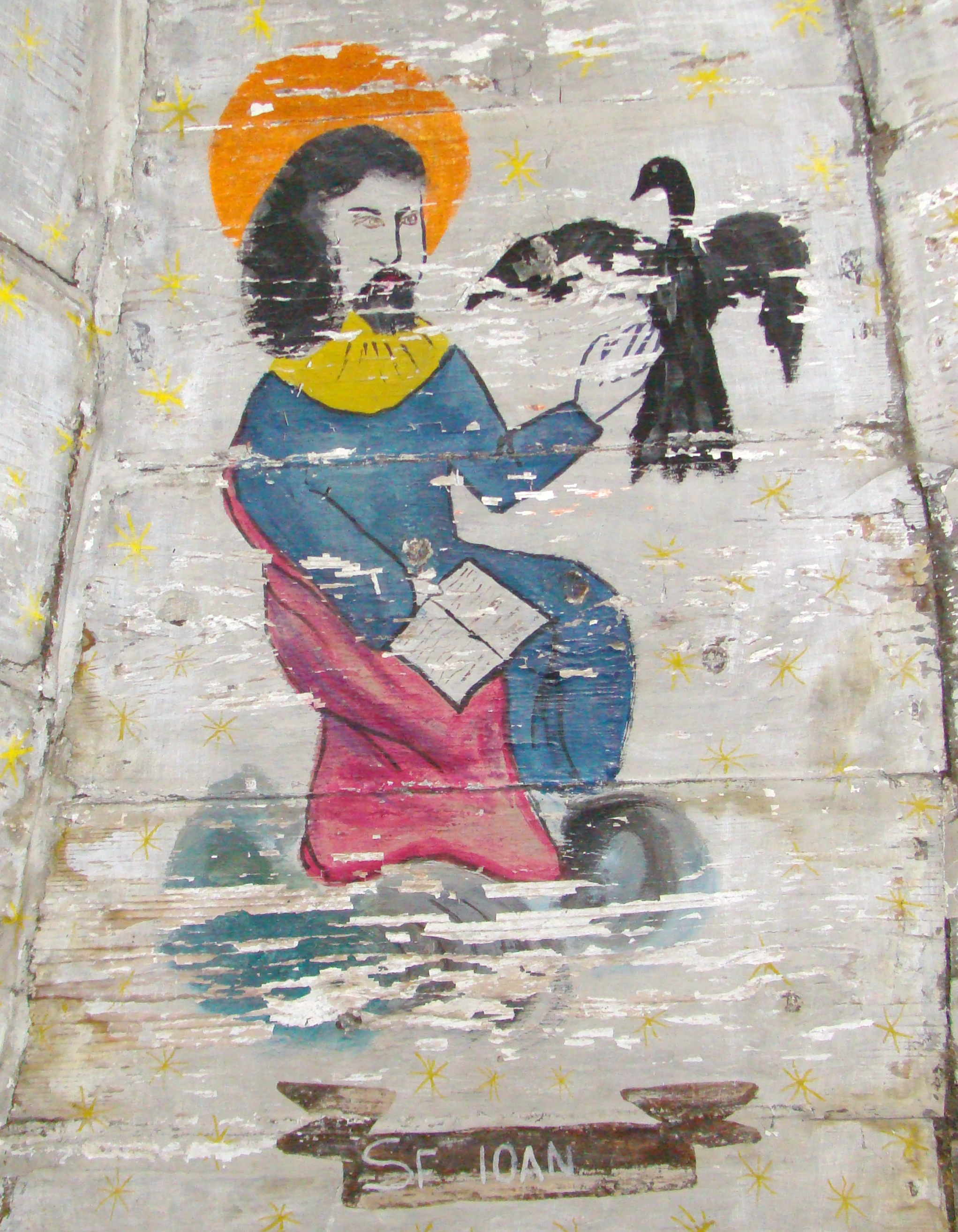
Sfântul evanghelist Ioan

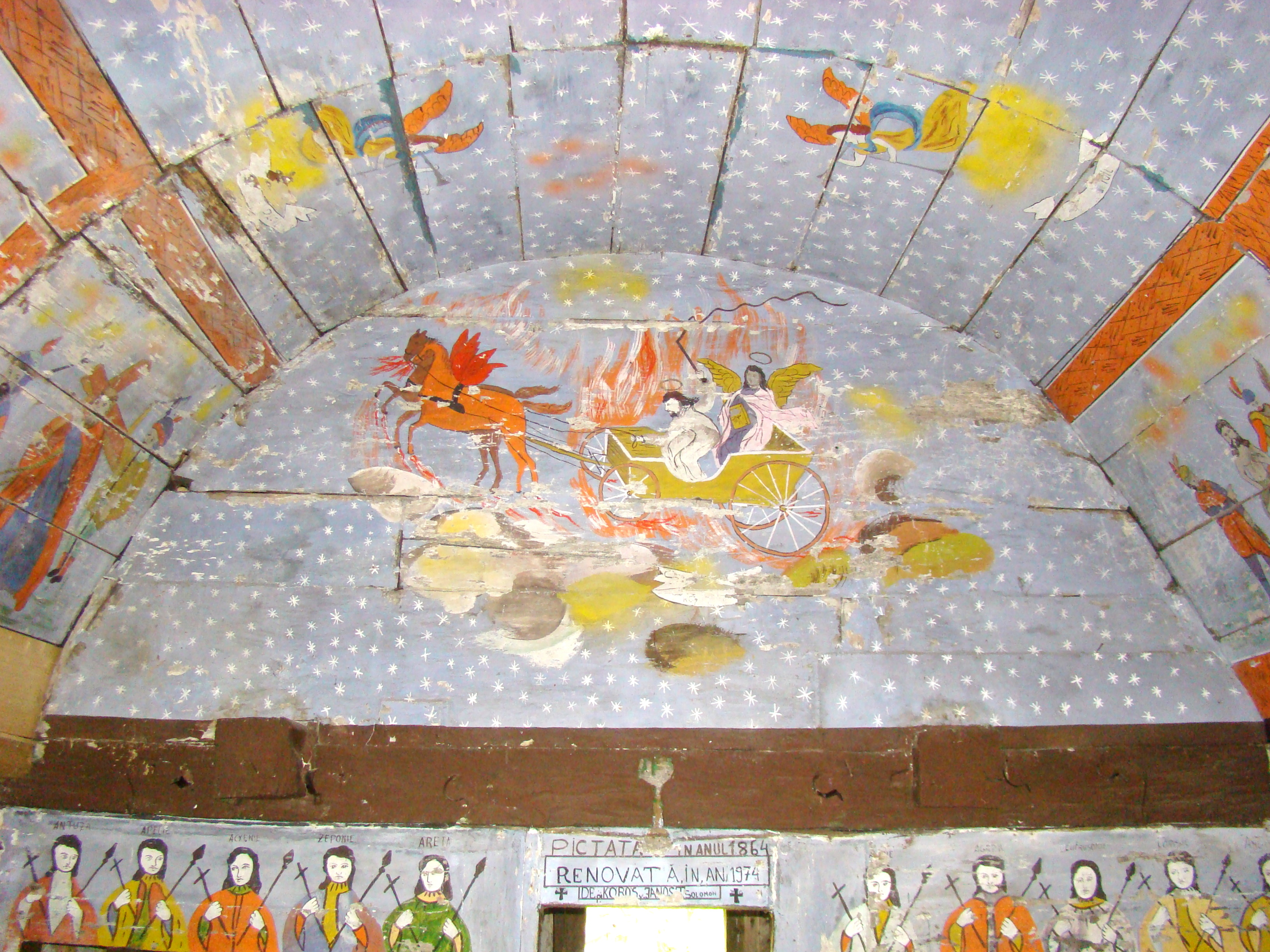
Timpanul de vest al naosului

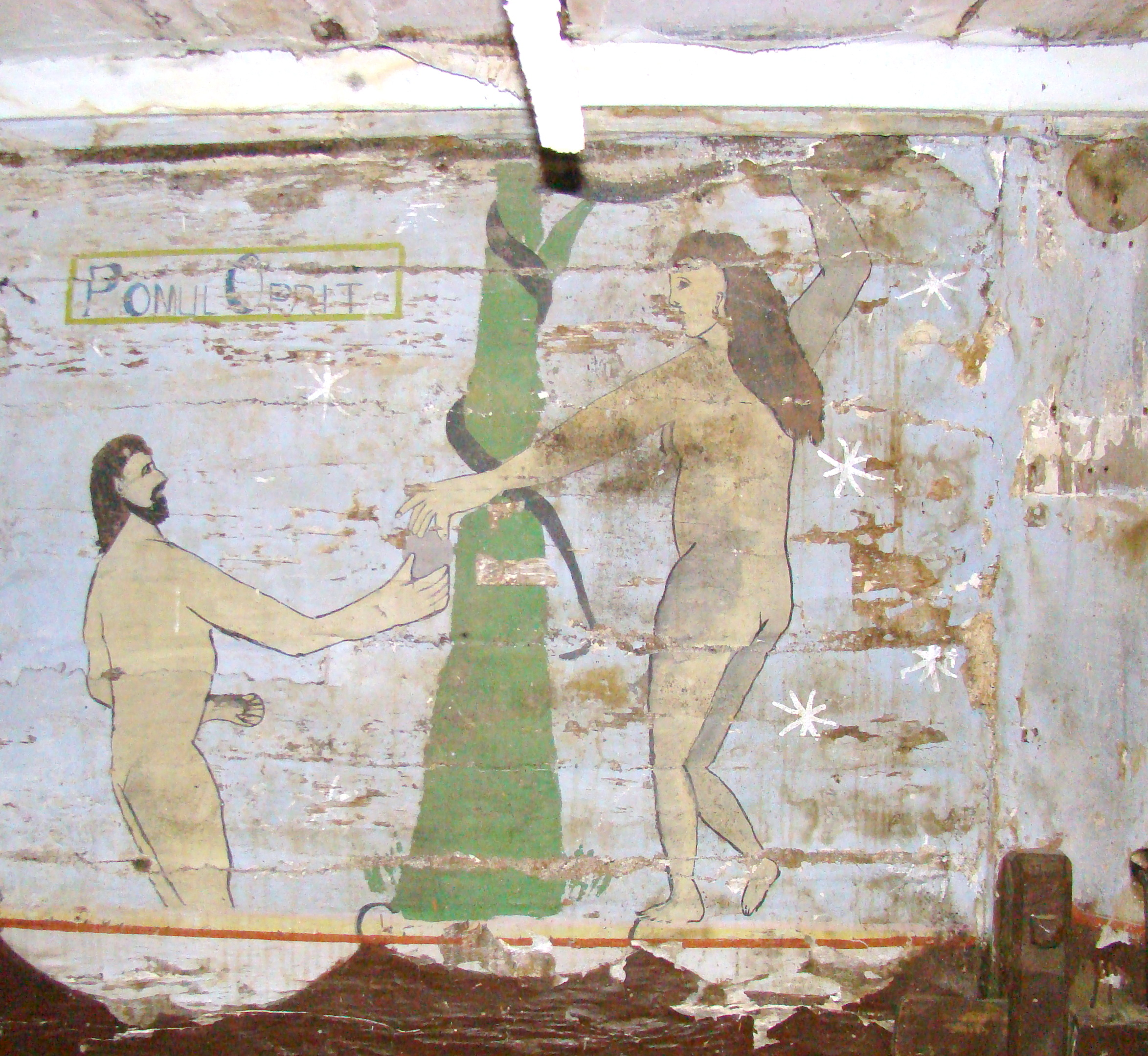
Pomul oprit

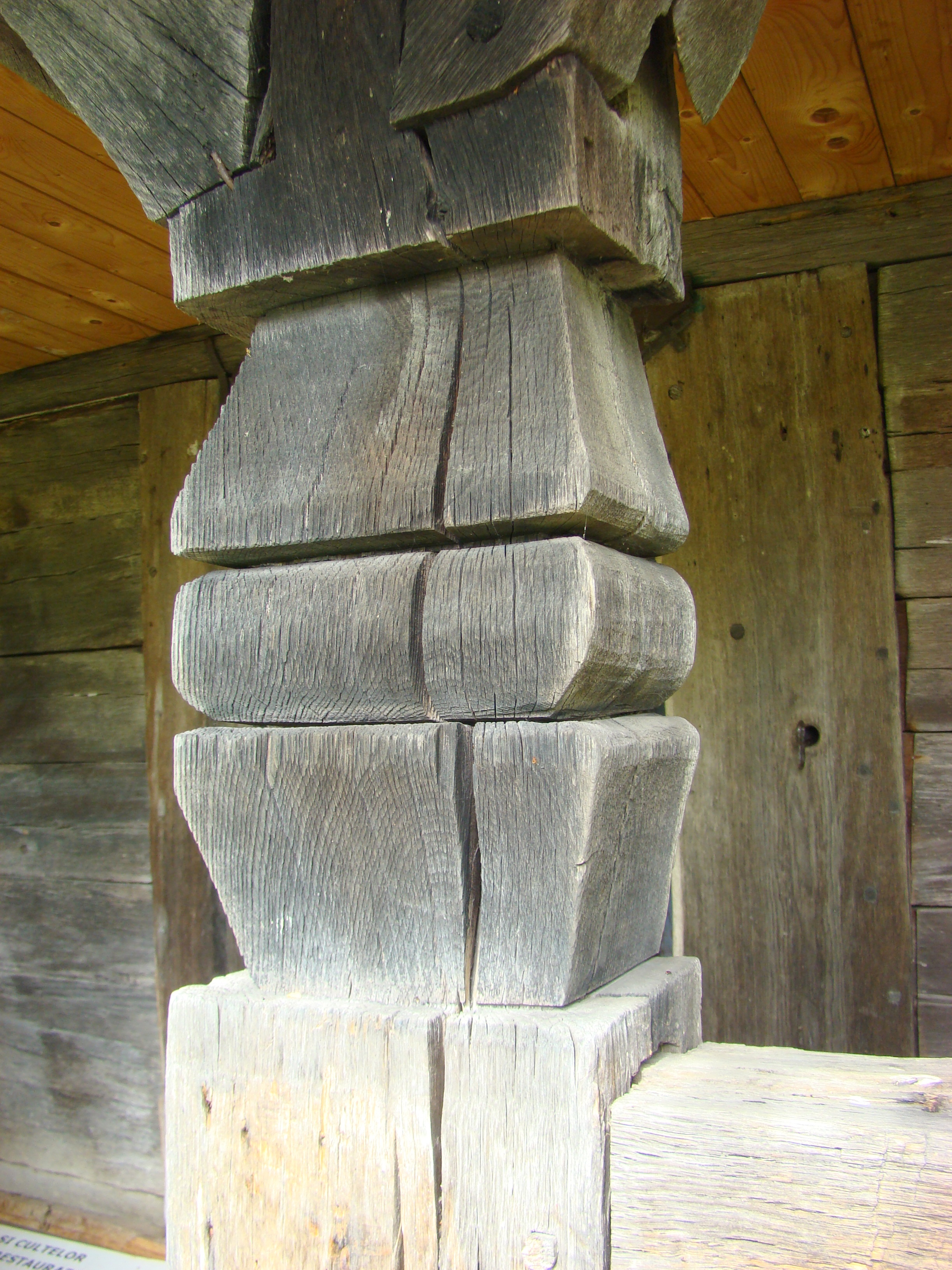
Stâlp la pridvor

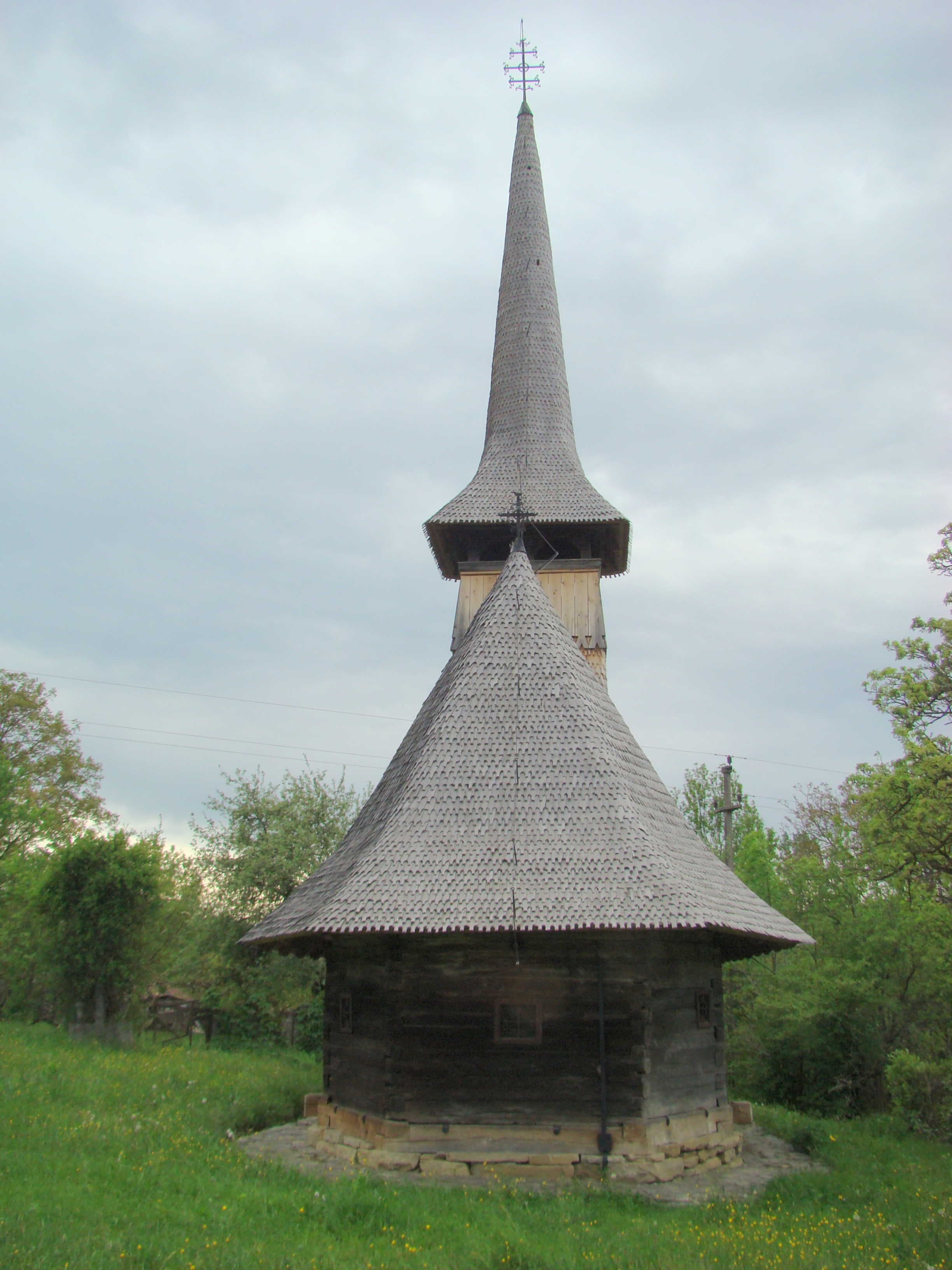
Biserica (est)

Biserica de lemn din Toplița se află în localitatea omonimă din județul Sălaj și datează, probabil, din secolul XVII. Biserica se află pe noua listă a monumentelor istorice sub codul LMI:  SJ-II-m-A-05133.

## Istoric și trăsături
Nu se cunoaște momentul exact al ridicării bisericii de lemn din Toplița. În lista monumentelor istorice elaborată de Ministerul Culturii este specificat secolul XVI. O pisanie interioară, recentă, în alfabet latin, menționează ca moment al realizării picturii interioare, anul 1864. Anul respectiv a fost preluat, inexact, ca referire la data edificării lăcașului de cult, de numeroase site-uri. În șematismul diecezei Gherla din anul 1914 se precizează că „biserica greco-catolică din Lemniu avea în administrare și filia Toplița, aflată la o distanță de 2 km de biserica mamă. Și aceasta, se pare că a fost construită în același an, 1535, și avea același hram ca și biserica de lemn din Lemniu” (dispărută între timp) . O altă variantă, mai plauzibilă, sugerează că „biserica a fost construită în anul 1698 în localitatea Lozna și cumpărată de locuitorii din Toplița, după mai bine de un secol, în 1814, când loznenii și-au construit o biserică tot din lemn, însă mult mai încăpătoare”. Cert este că absida cu trei laturi, înscrie biserica unui tip de plan întâlnit la numai câteva biserici din județul Sălaj, construite înainte de secolul XVIII.
Pictura interioară a fost realizată, conform pisaniei, în anul 1864, o pictură de factură naivă, populară, în paleta de culori dominând culoarea albastră, dar au fost preferate toate culorile vii. Pictura a fost „recondiționată” de pictorul Körössy János în 1974, an în care biserica a fost supusă unor lucrări de renovare.
Recent, biserica a fost inclusă într–un program de restaurare, alături de alte biserici de lemn sălăjene, fiind refăcute acoperișul de șindrilă și fundația.

## Imagini din exterior

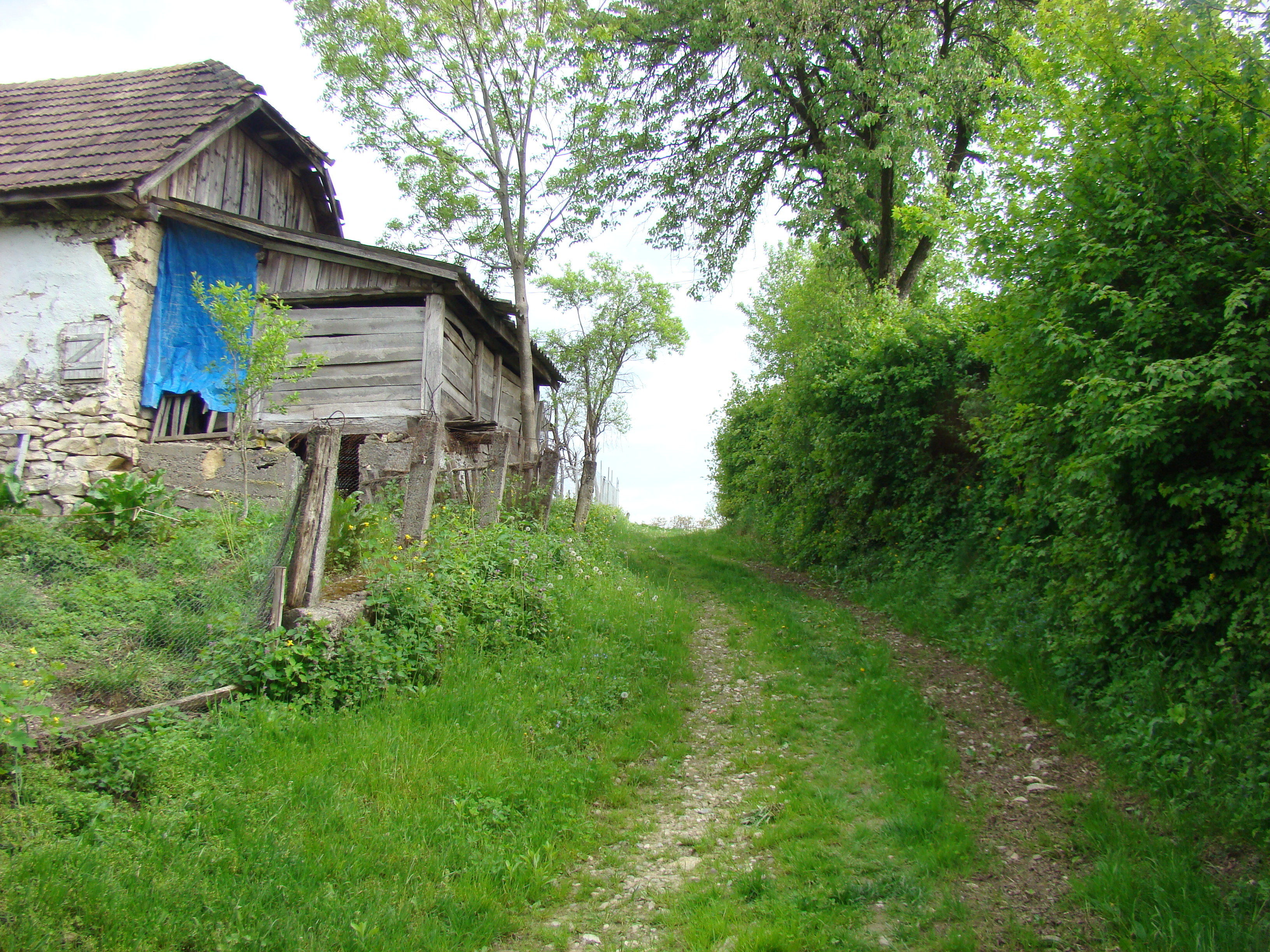
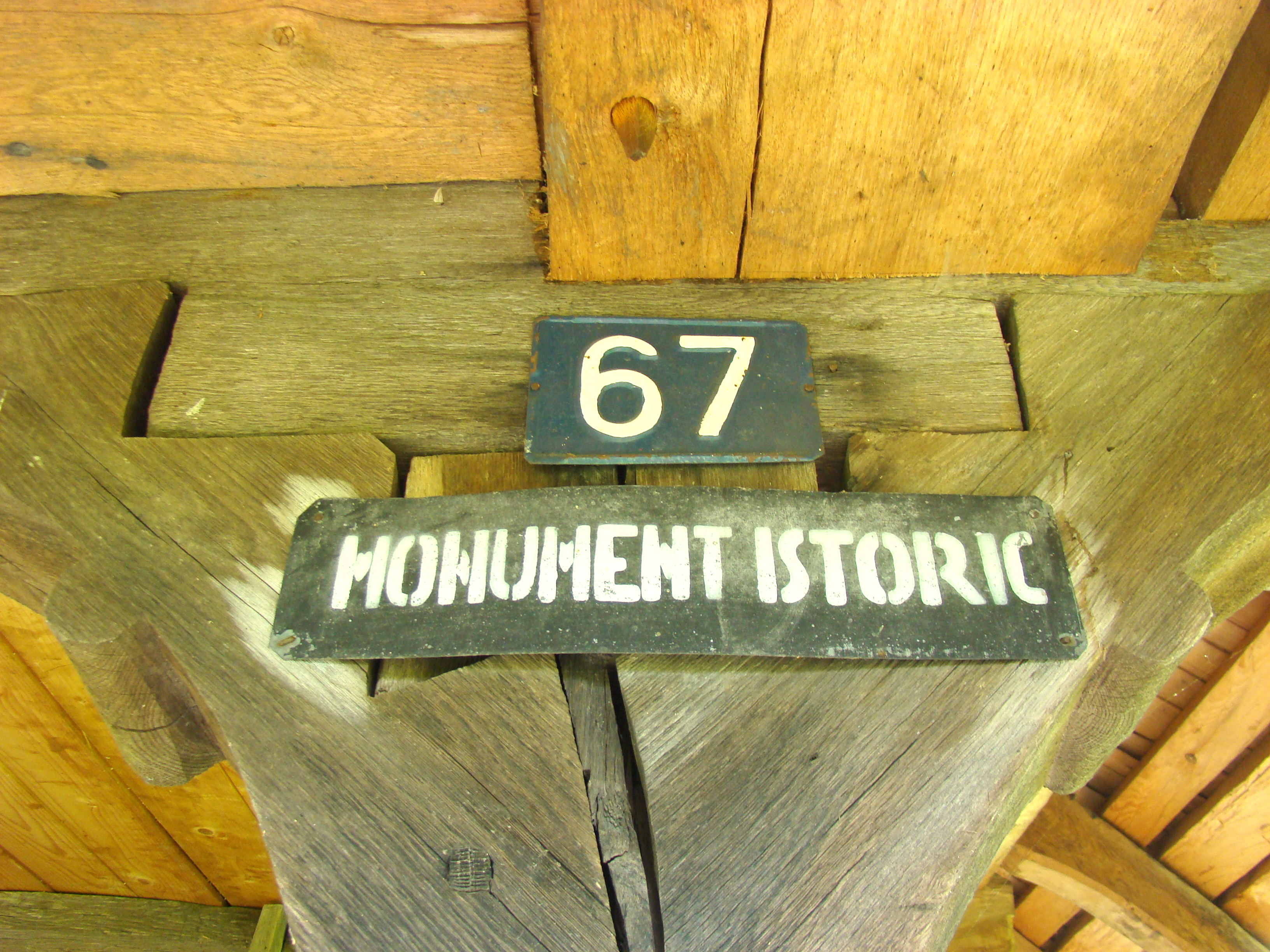
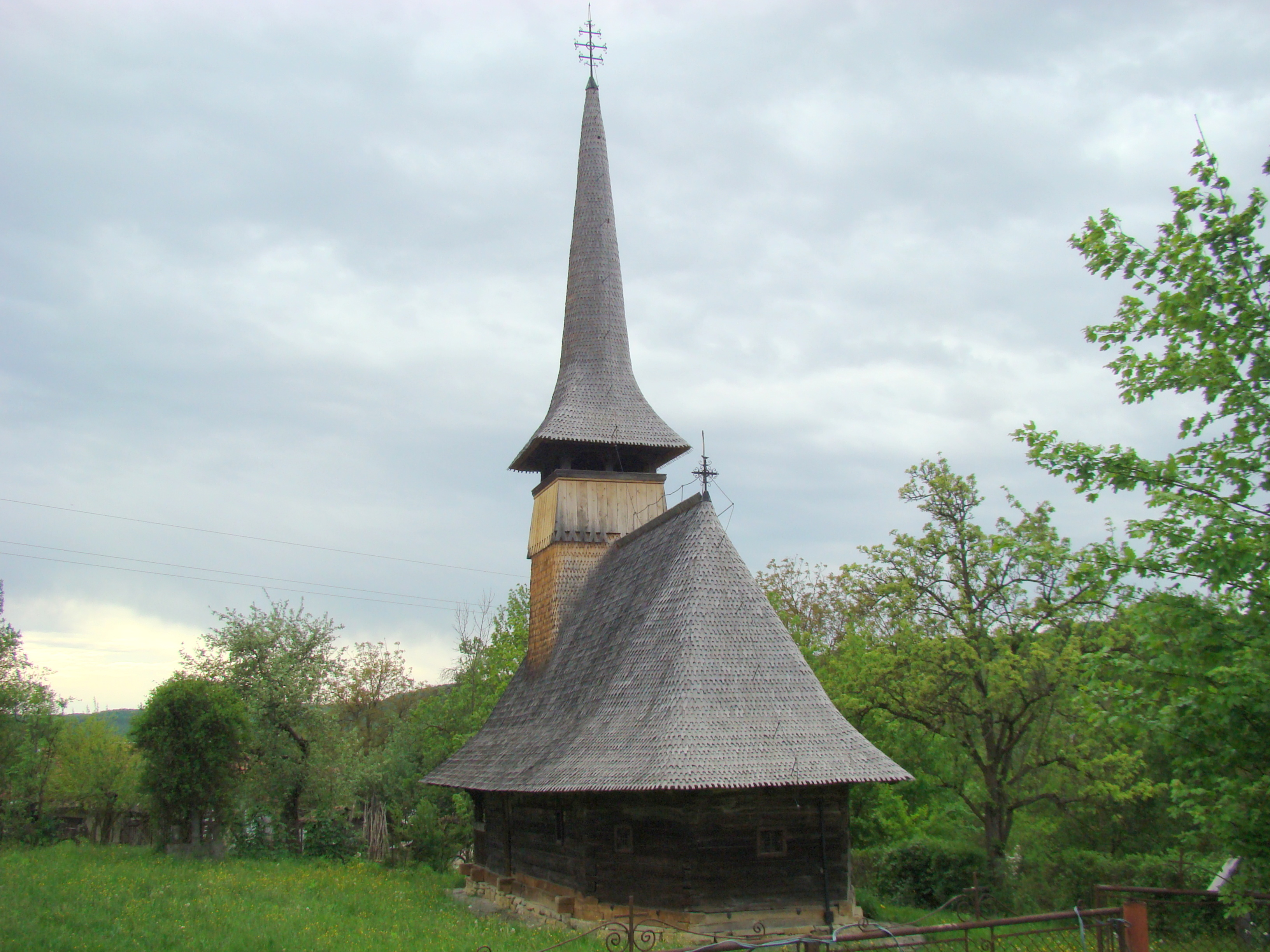
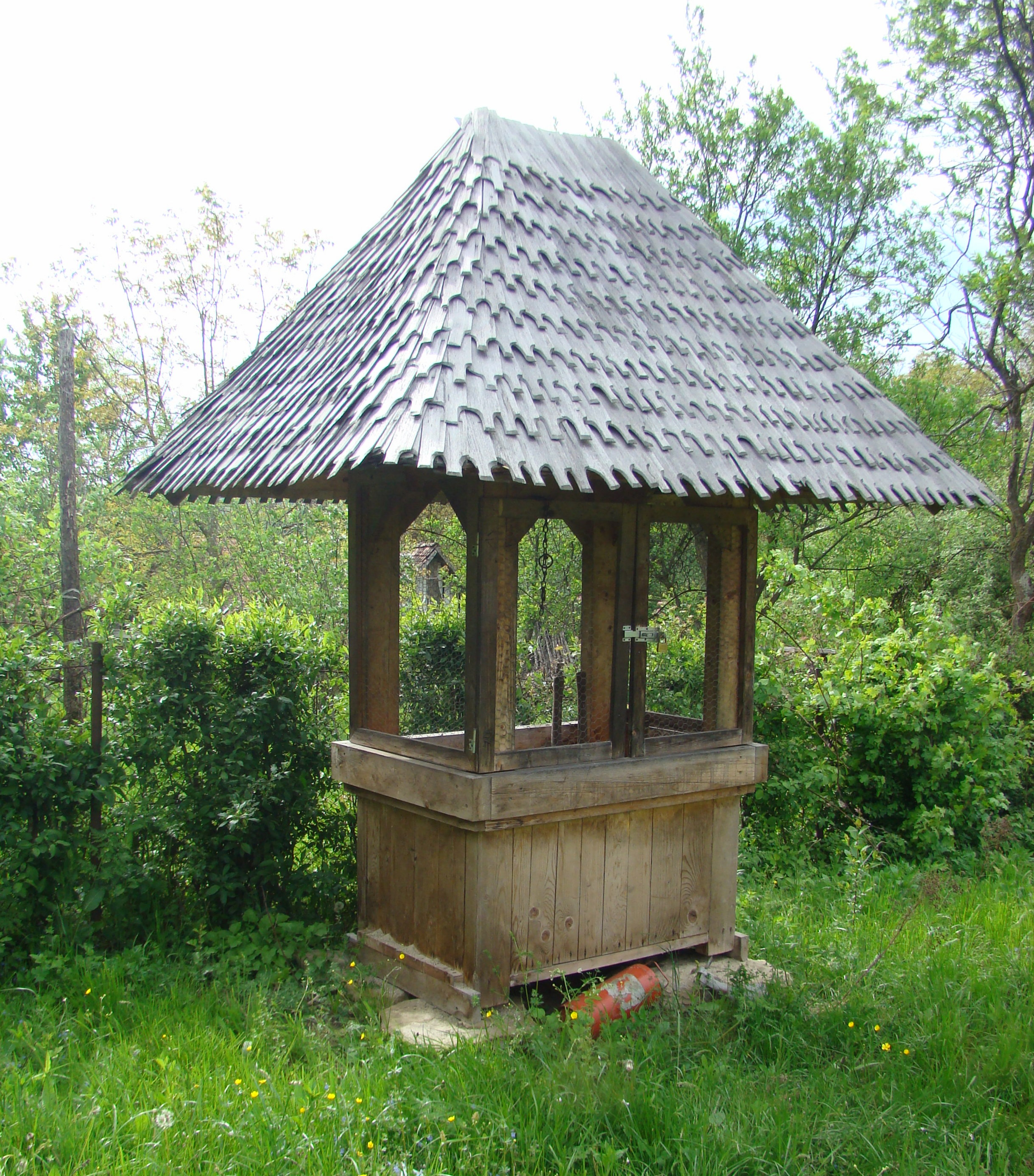
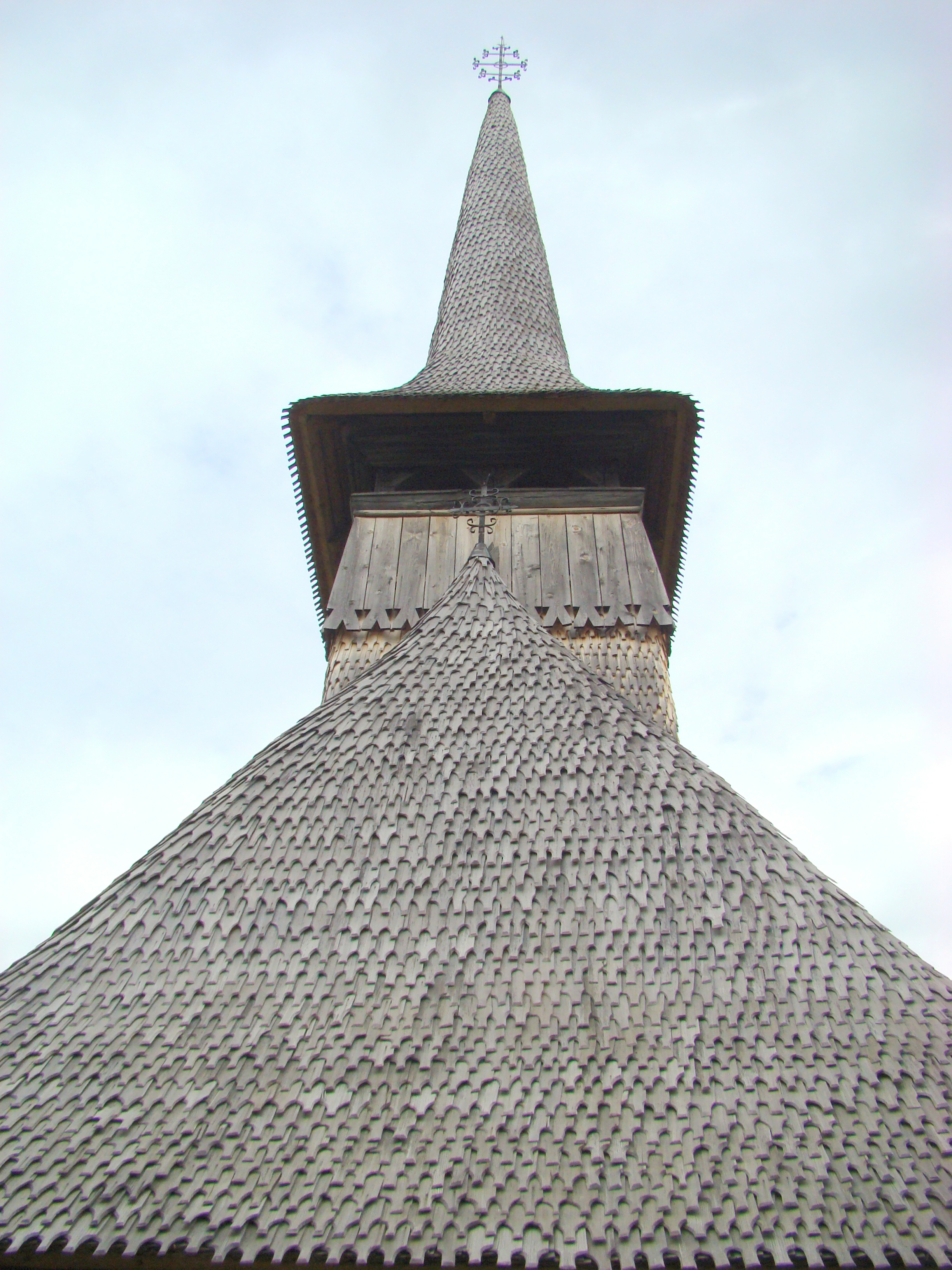
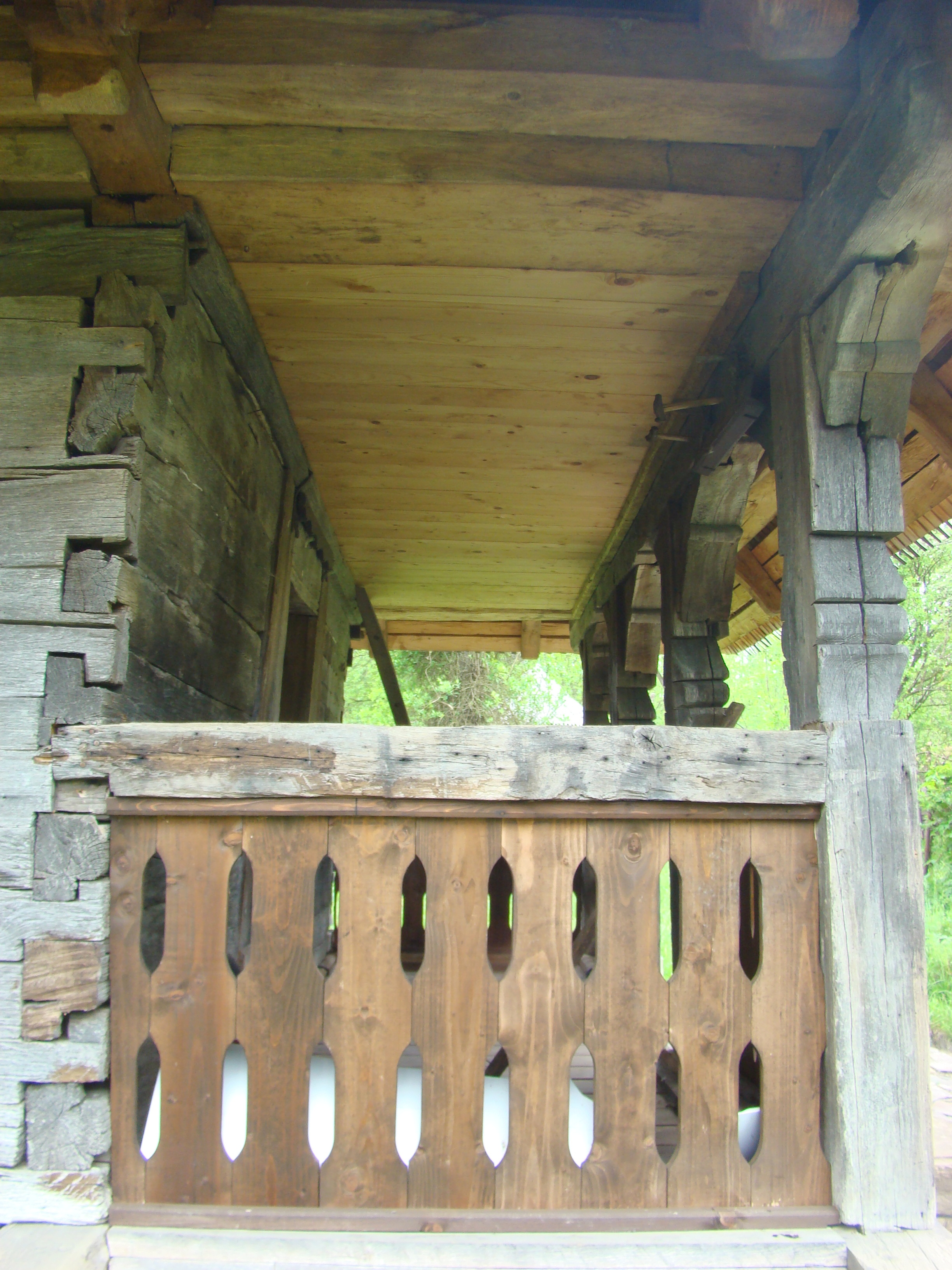
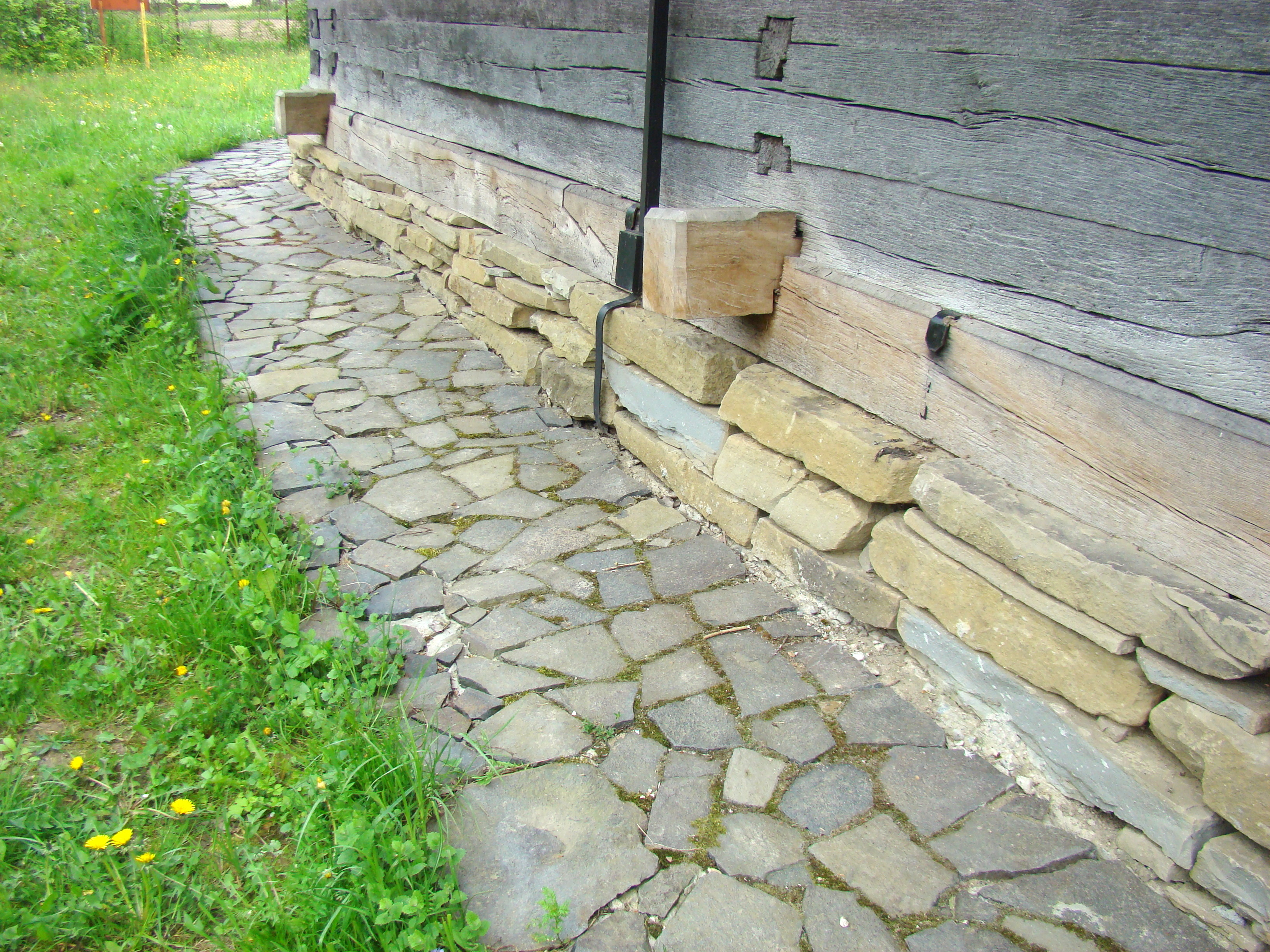
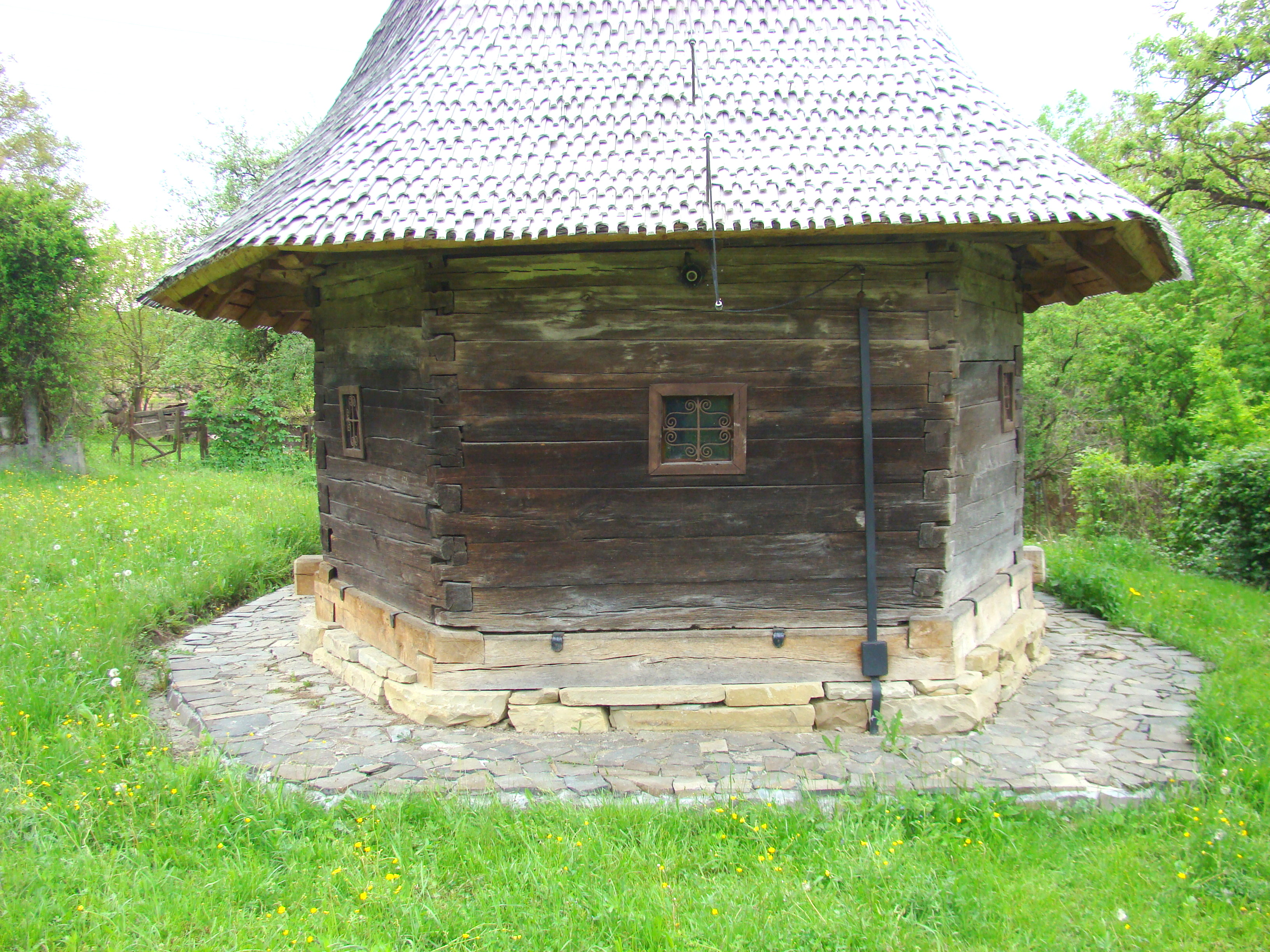
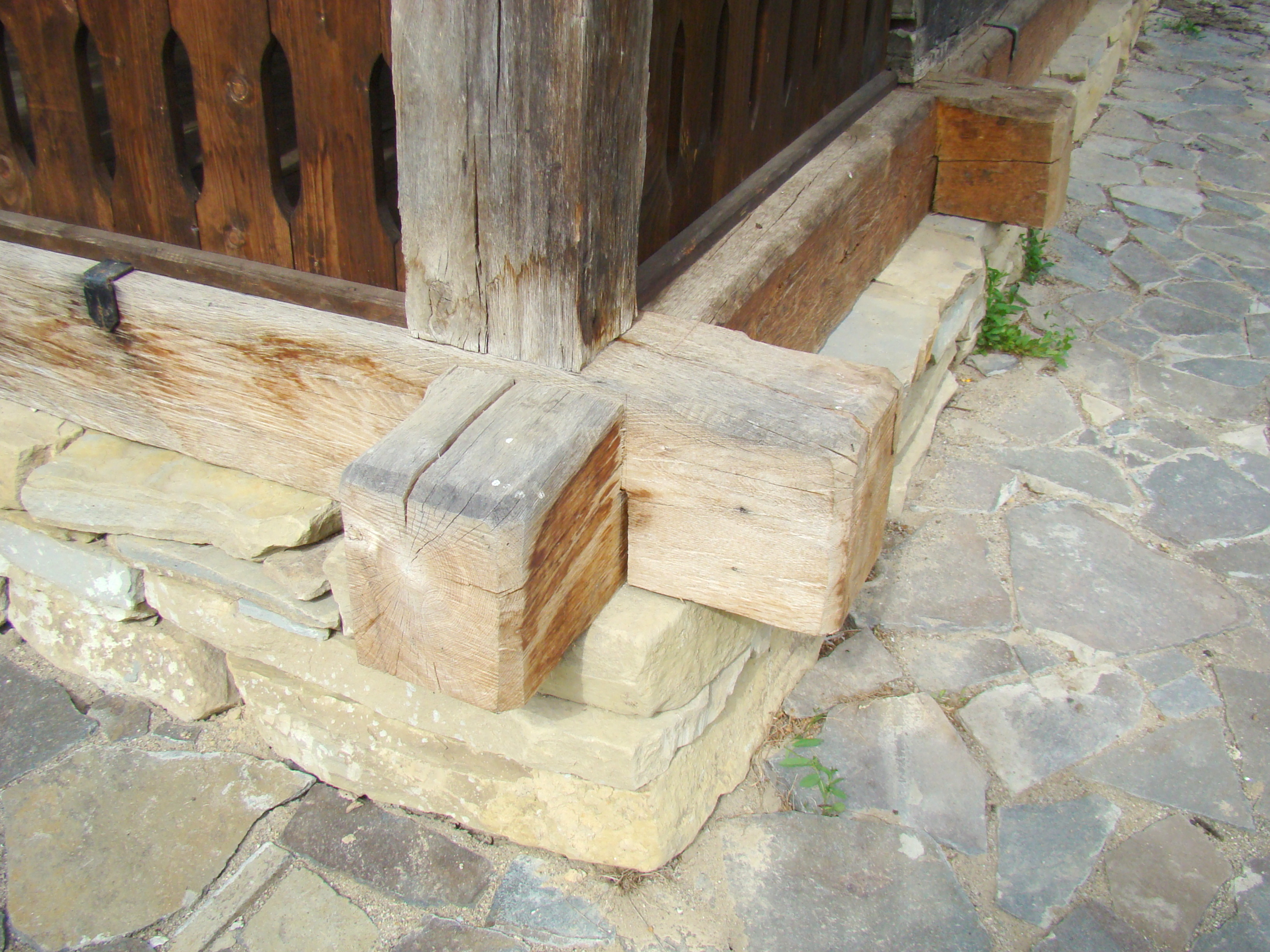
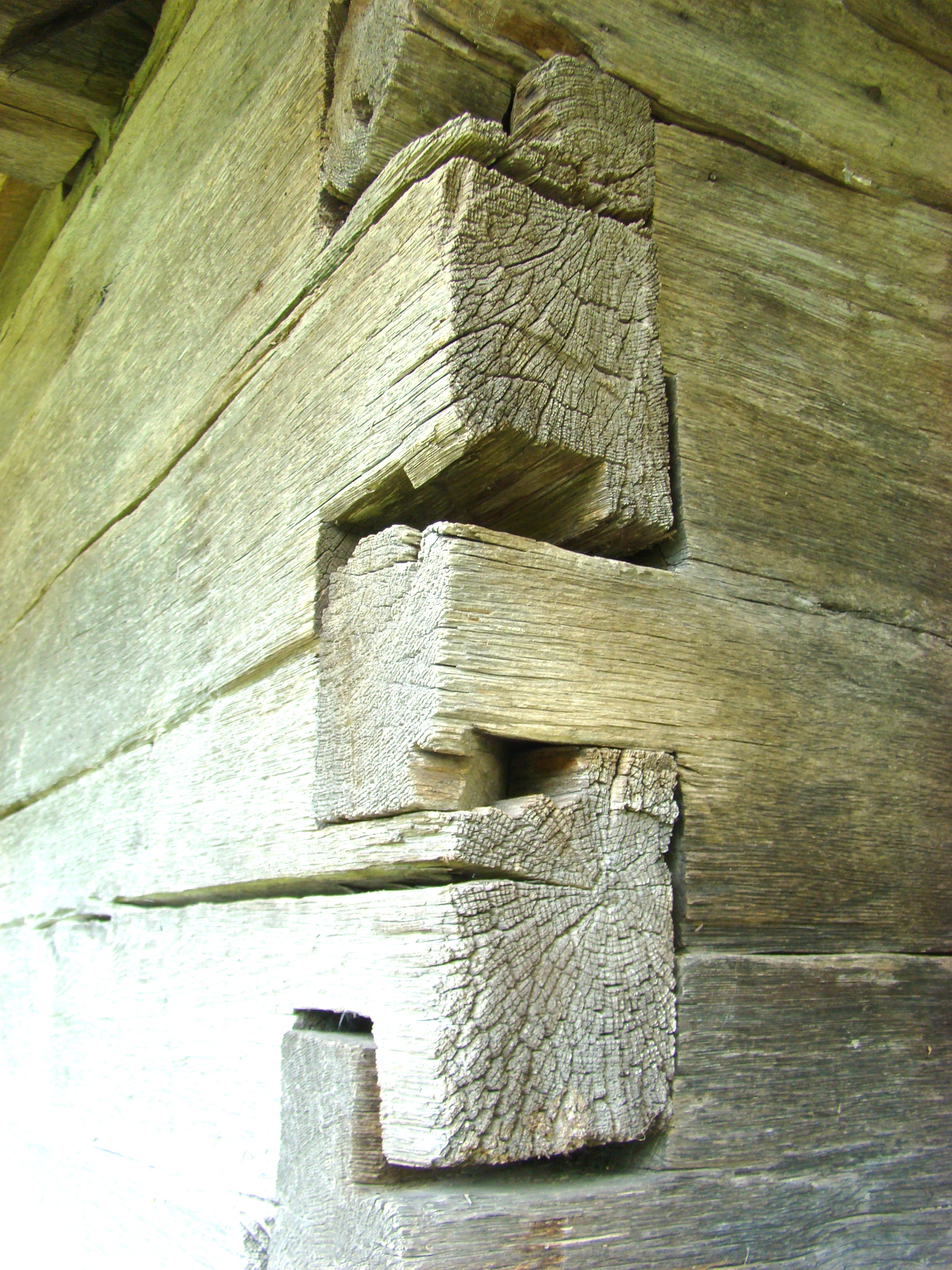
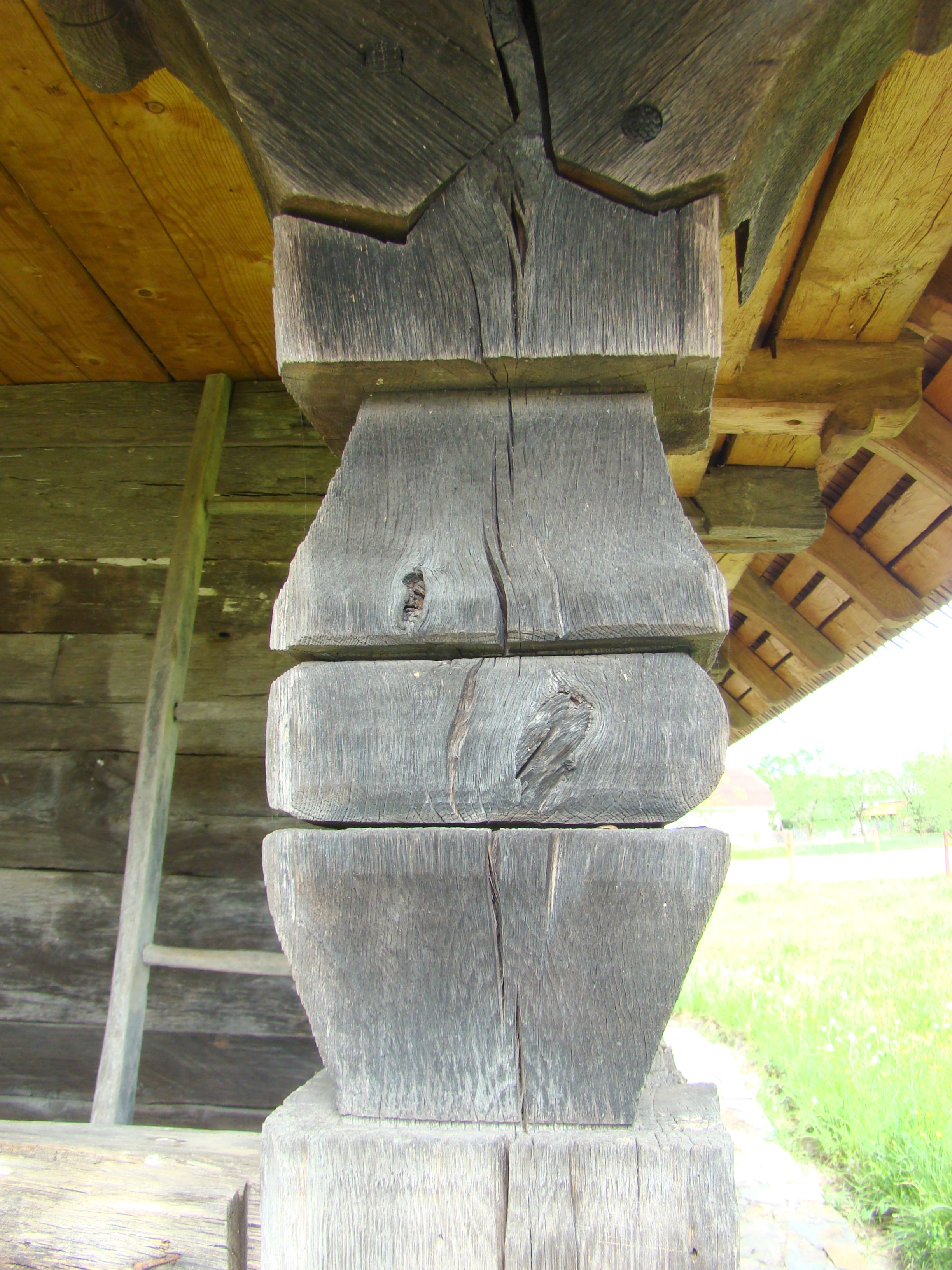
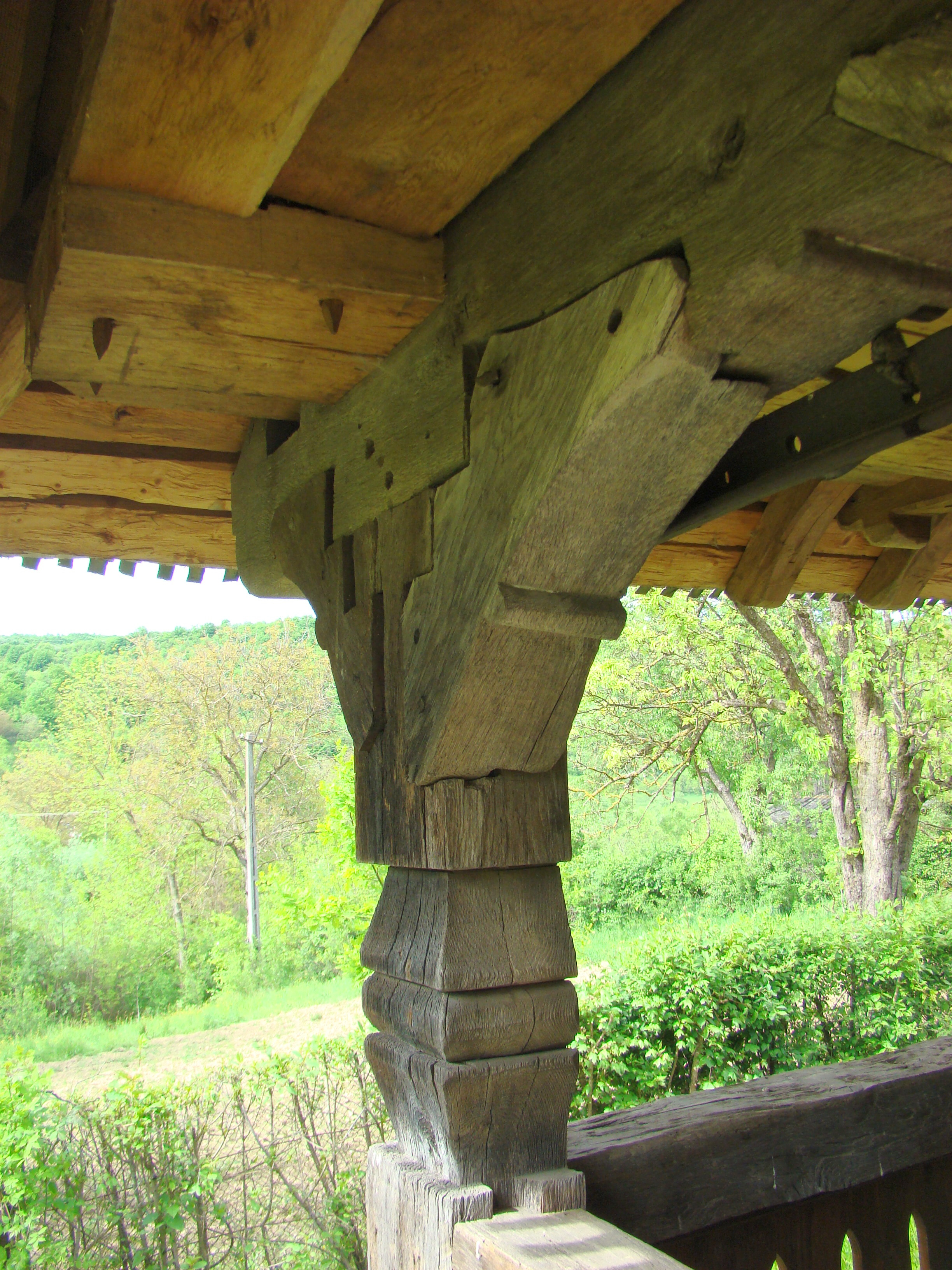
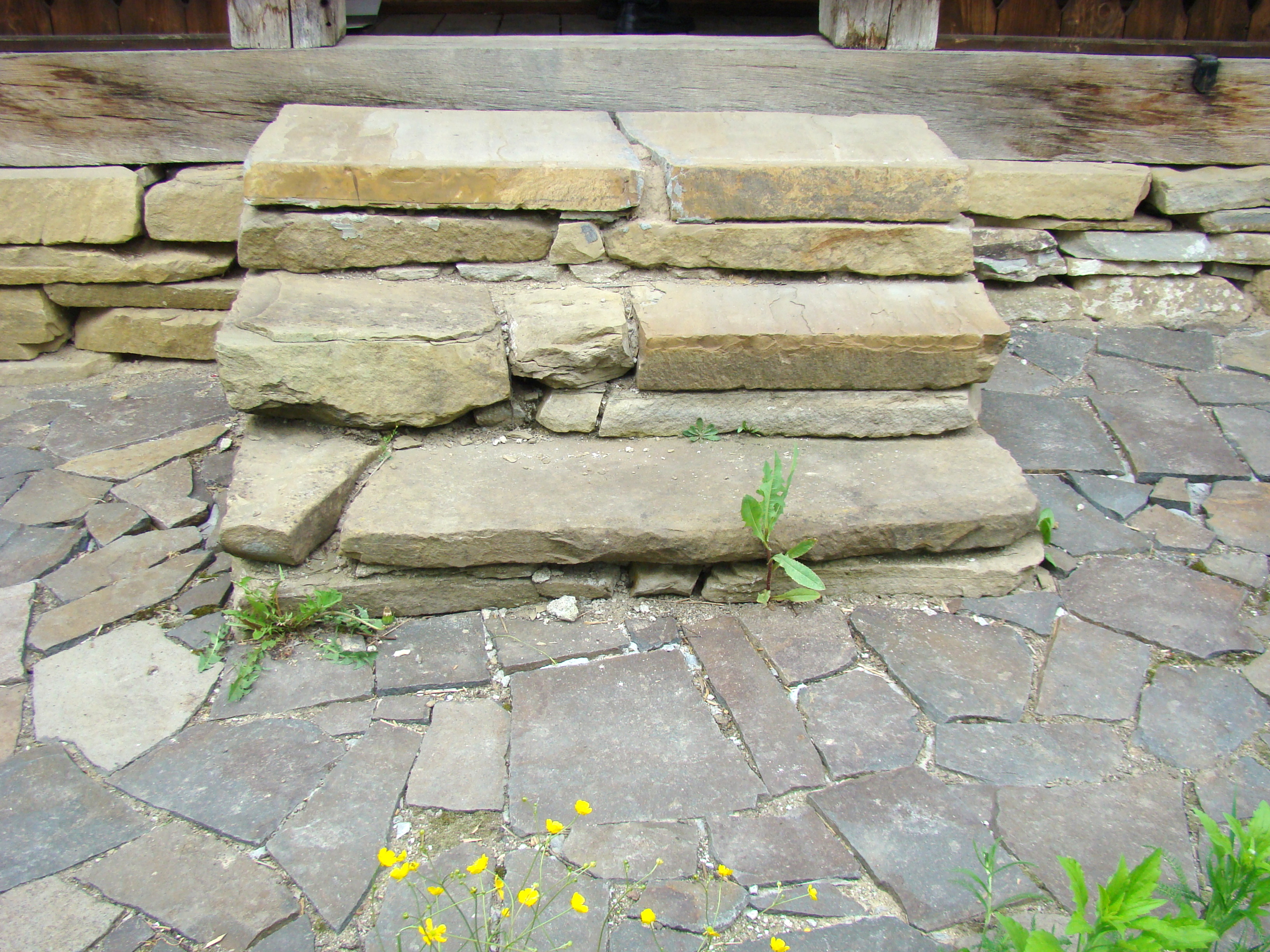
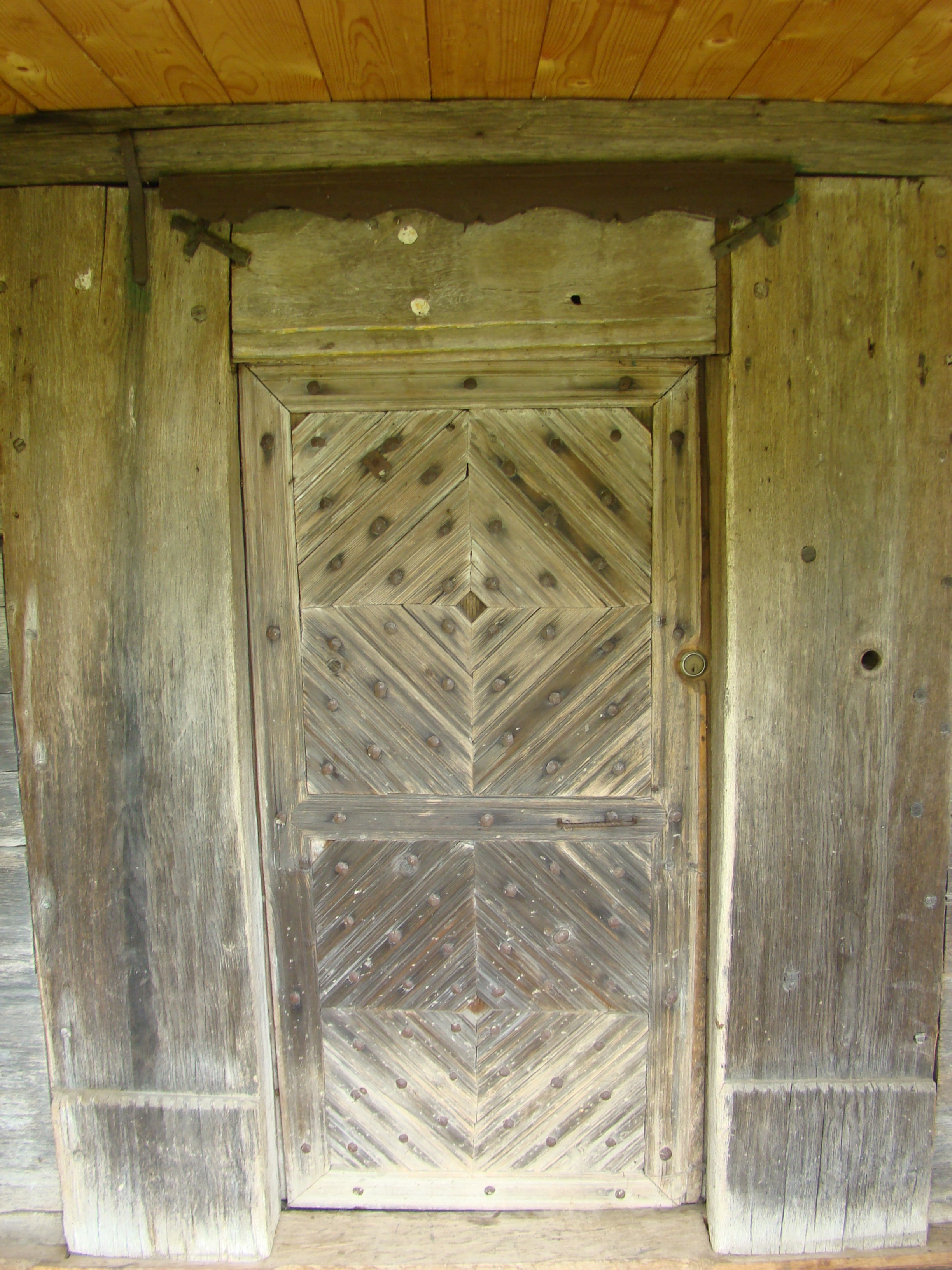
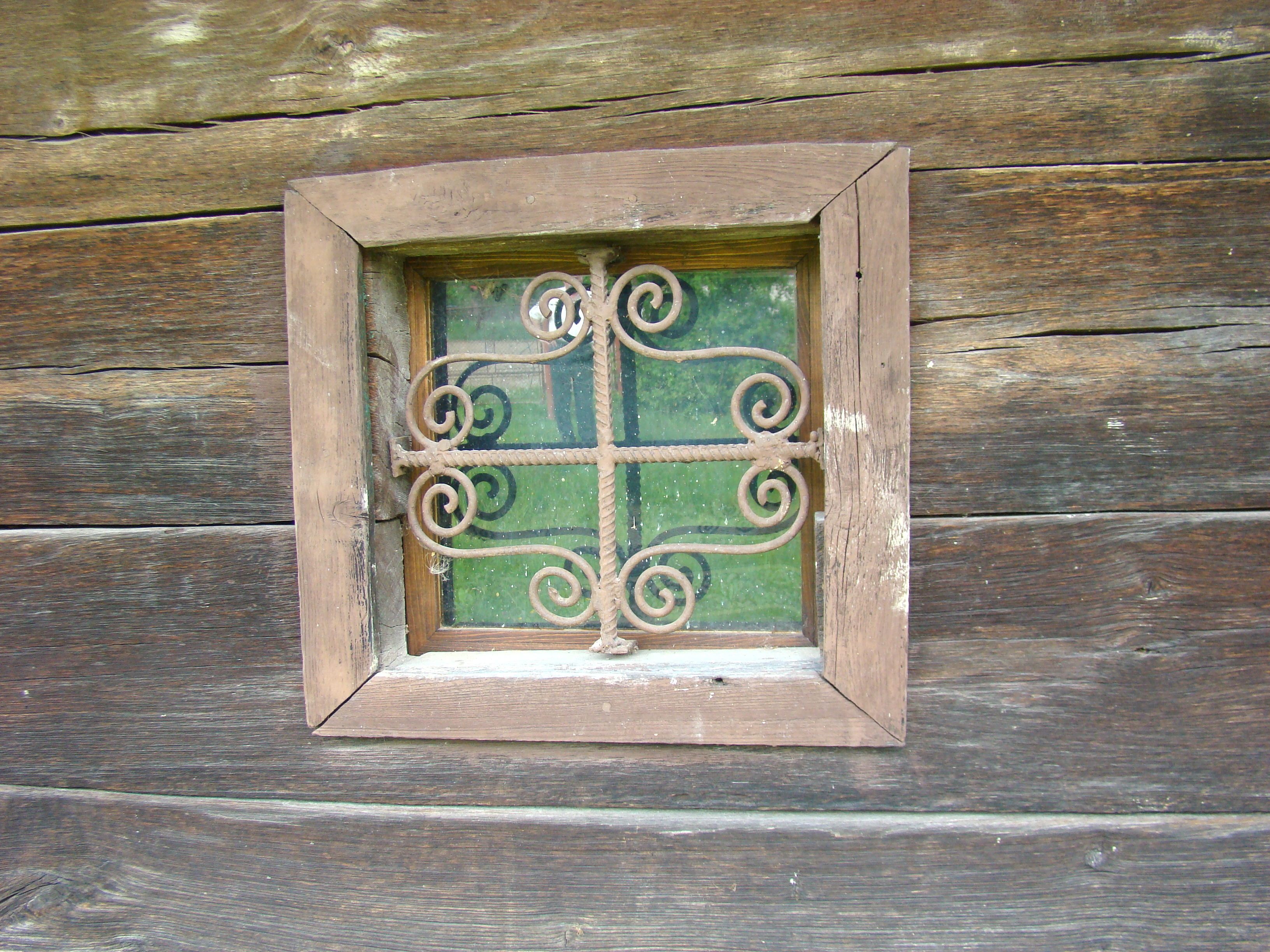
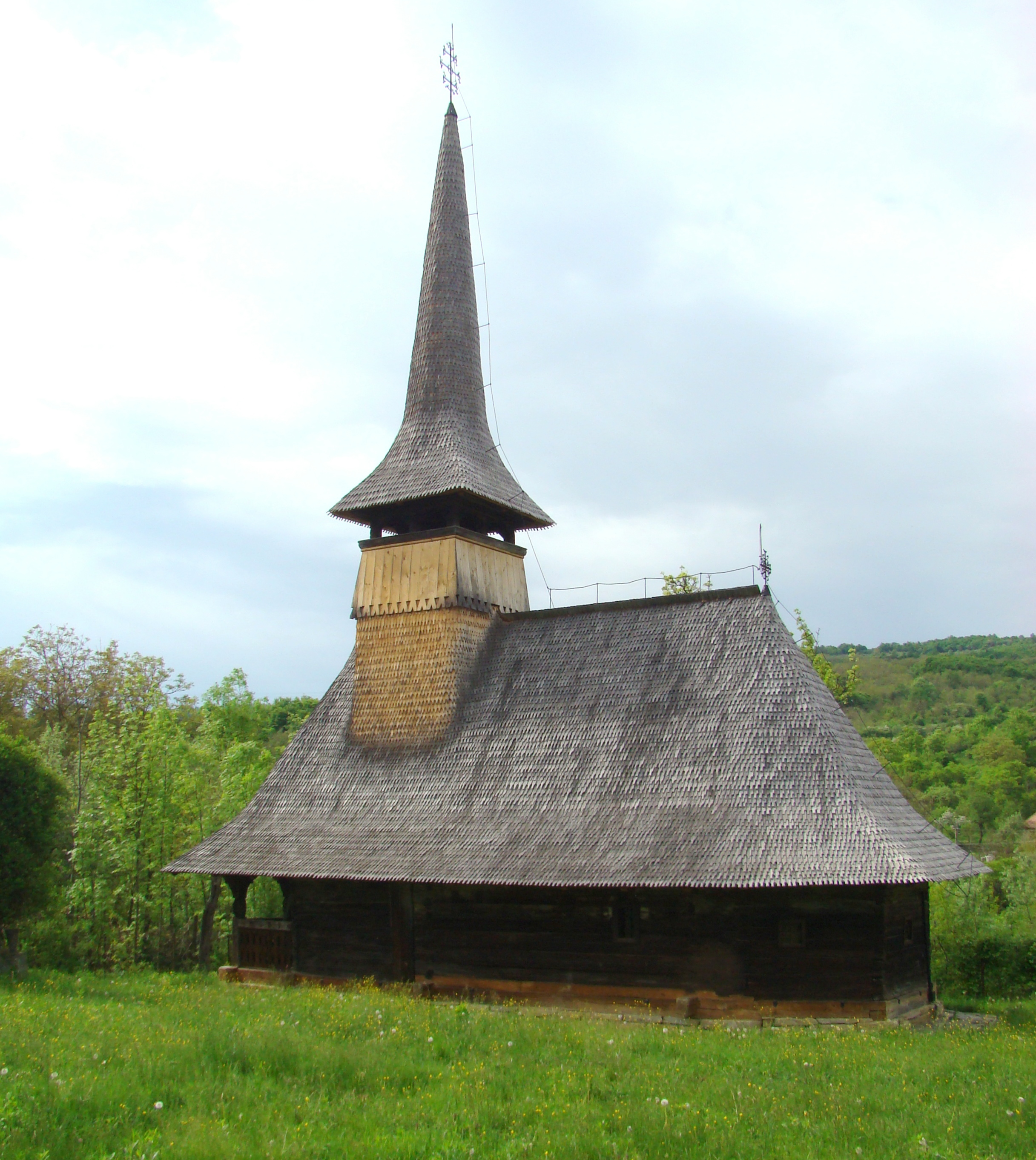
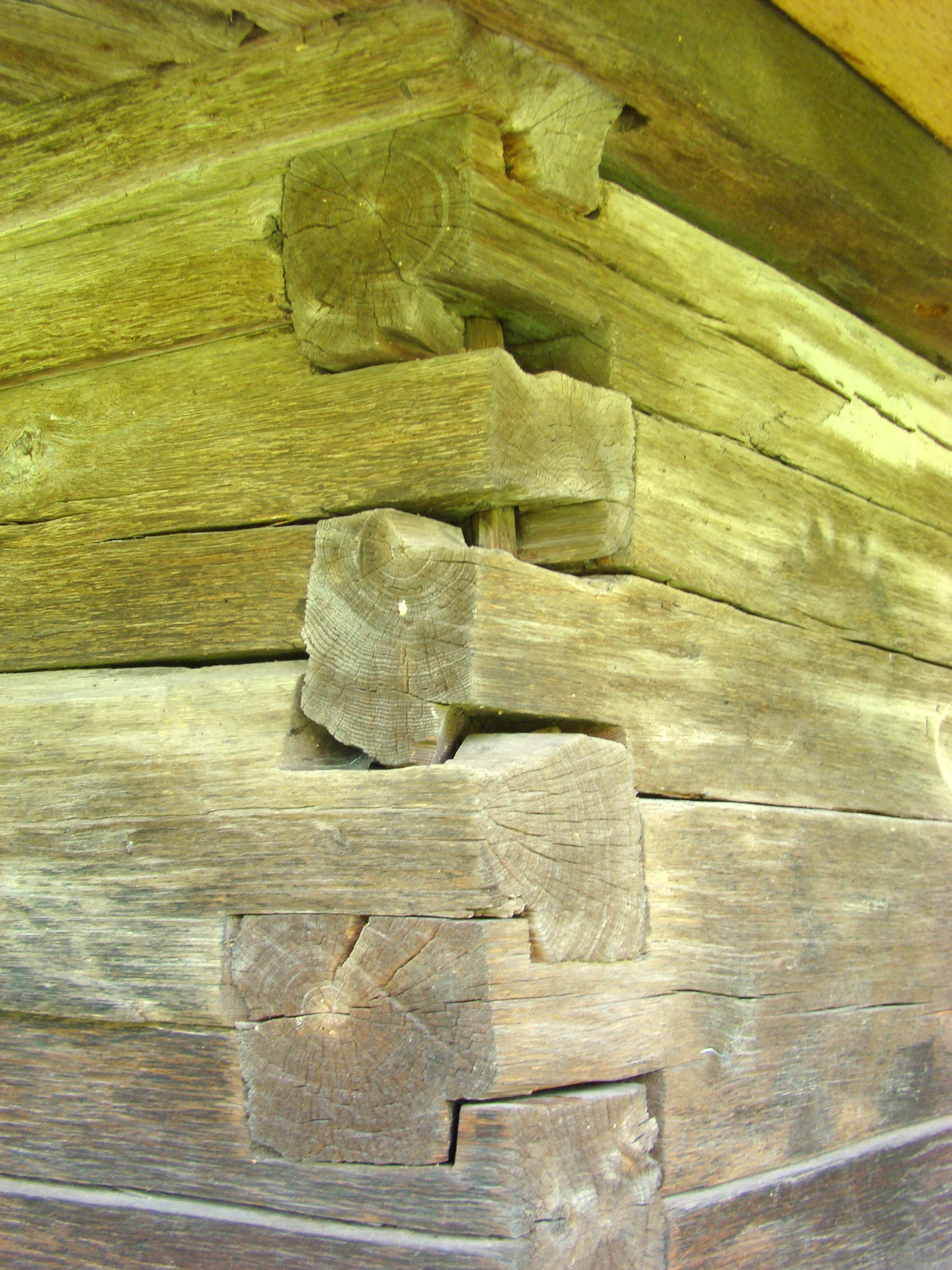
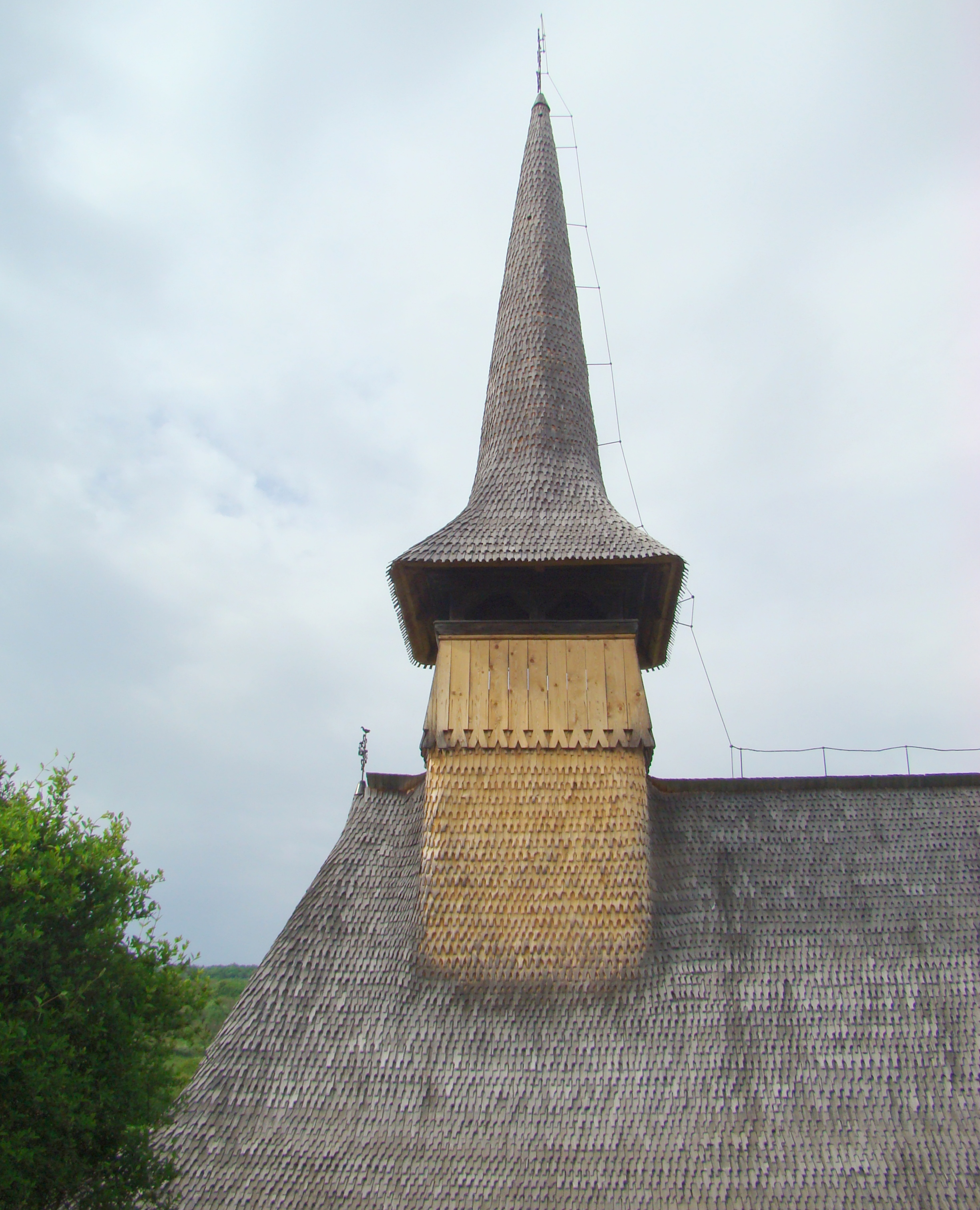
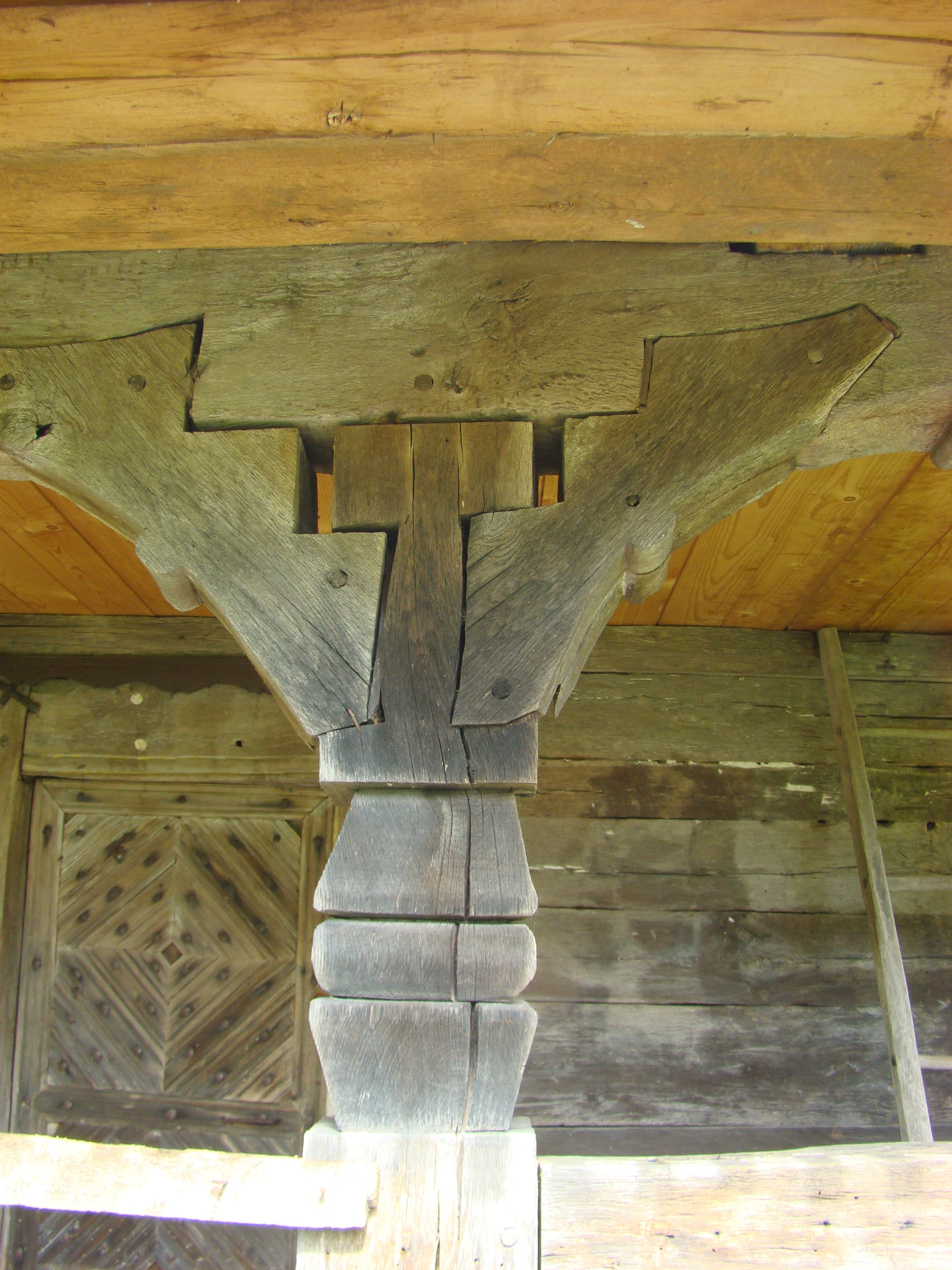
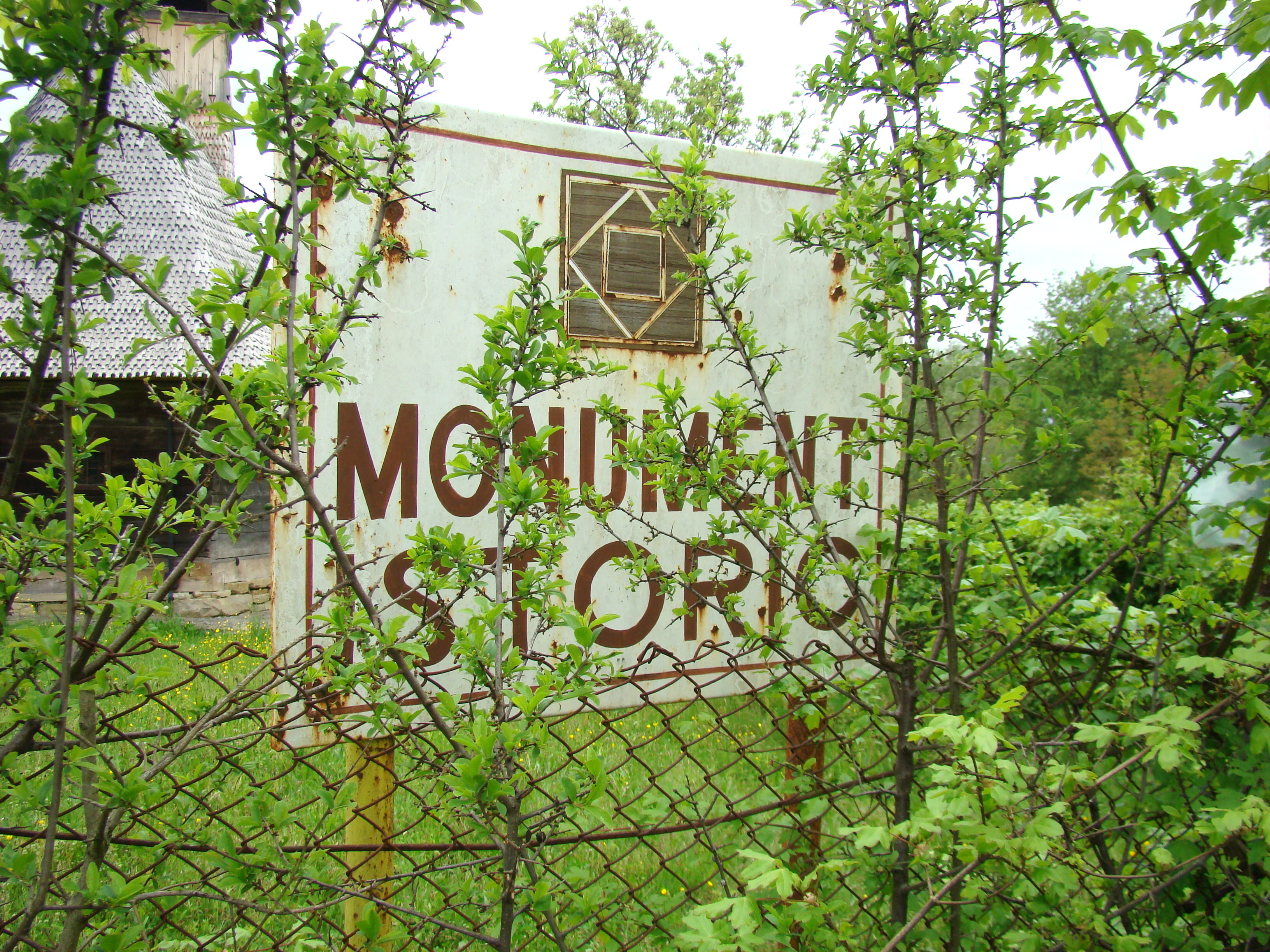

## Imagini din interior

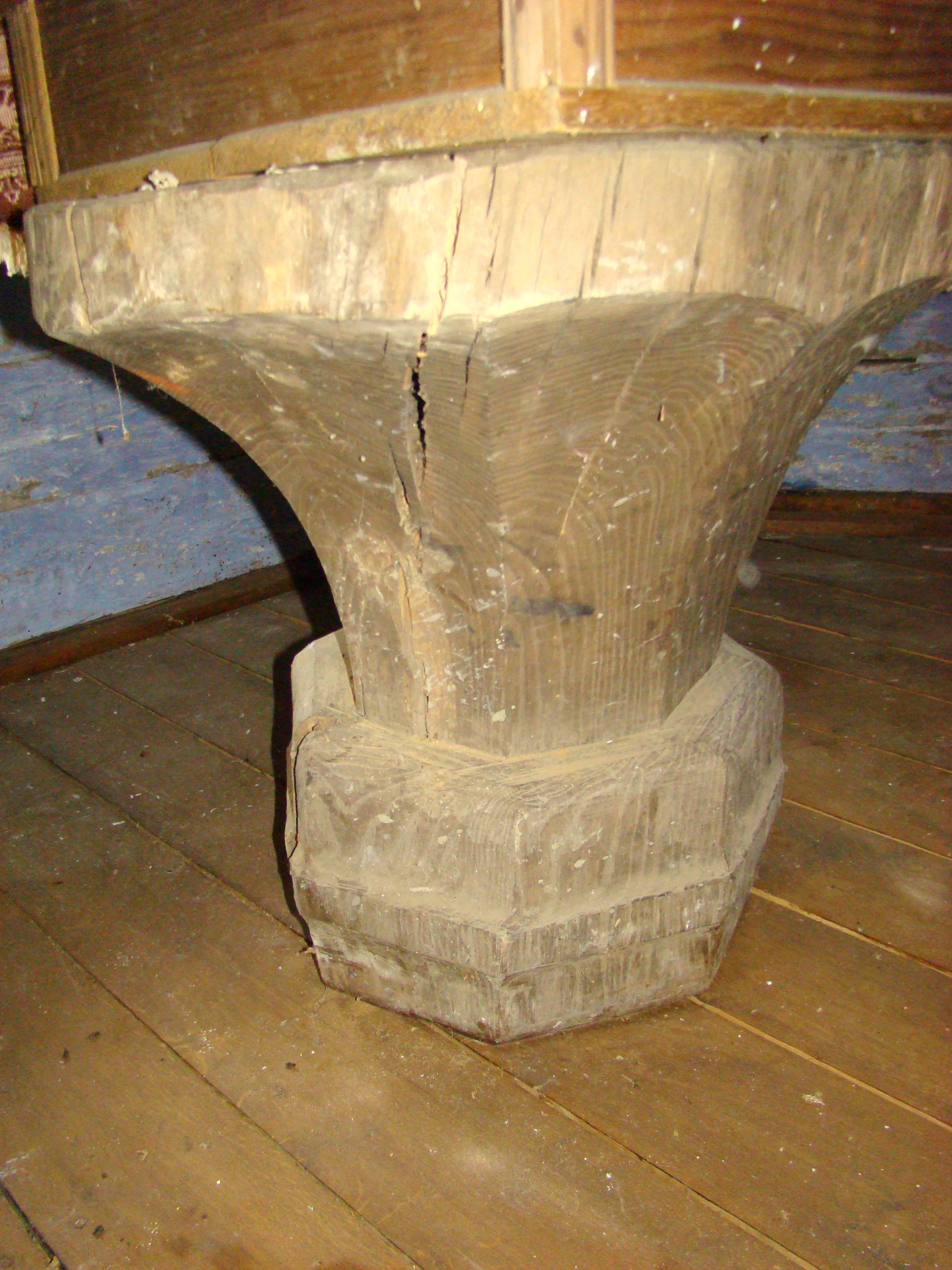
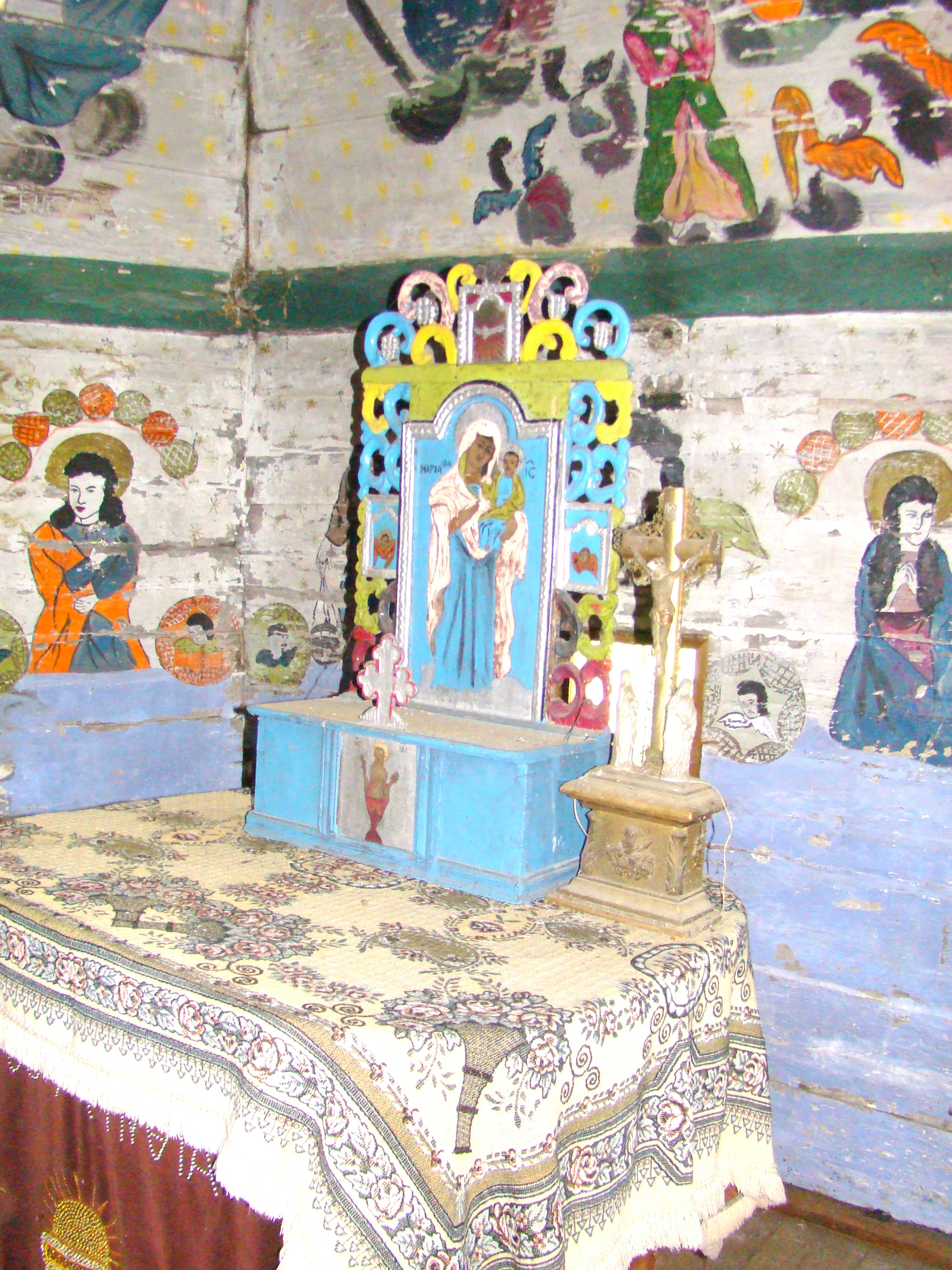
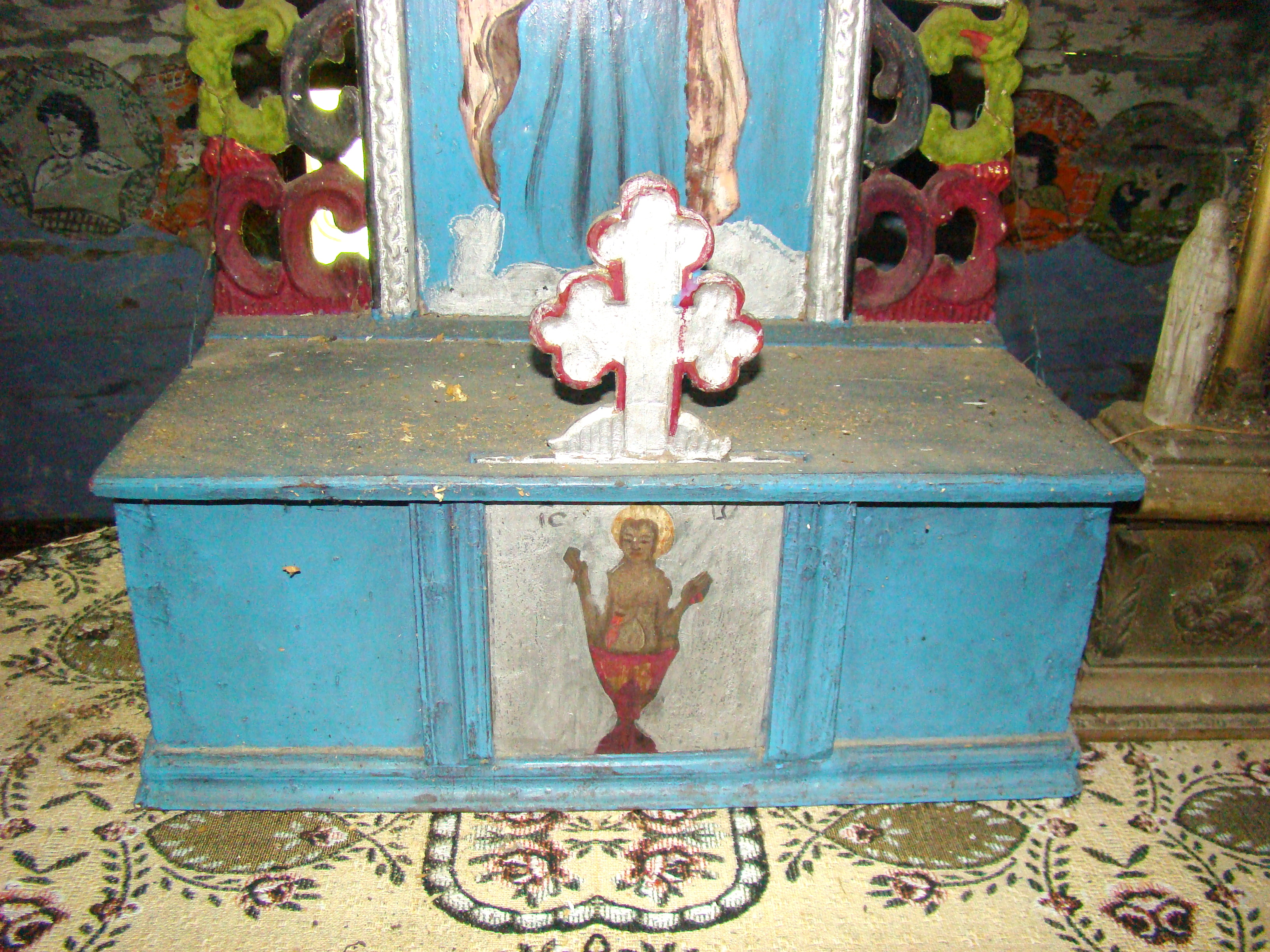
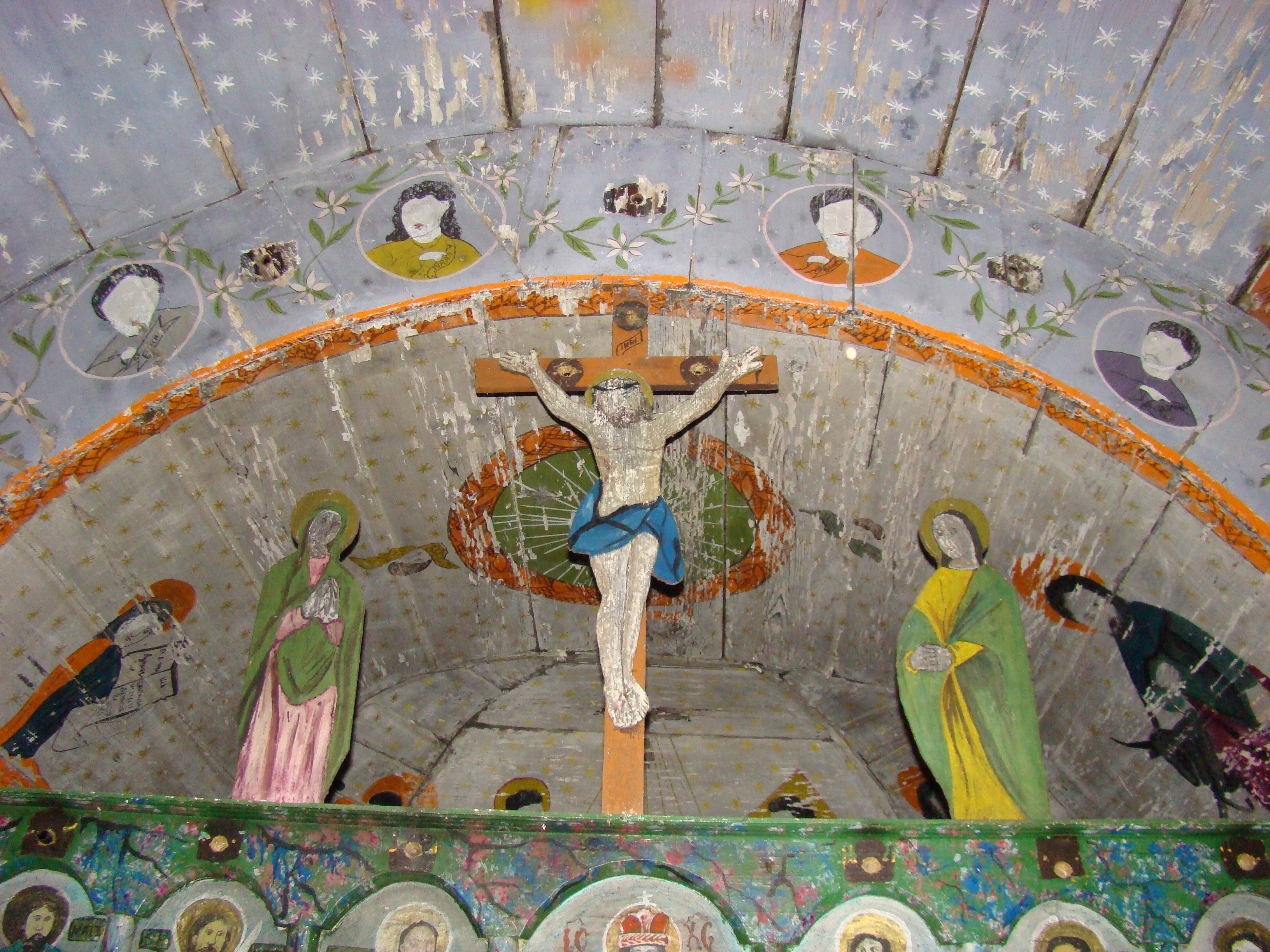
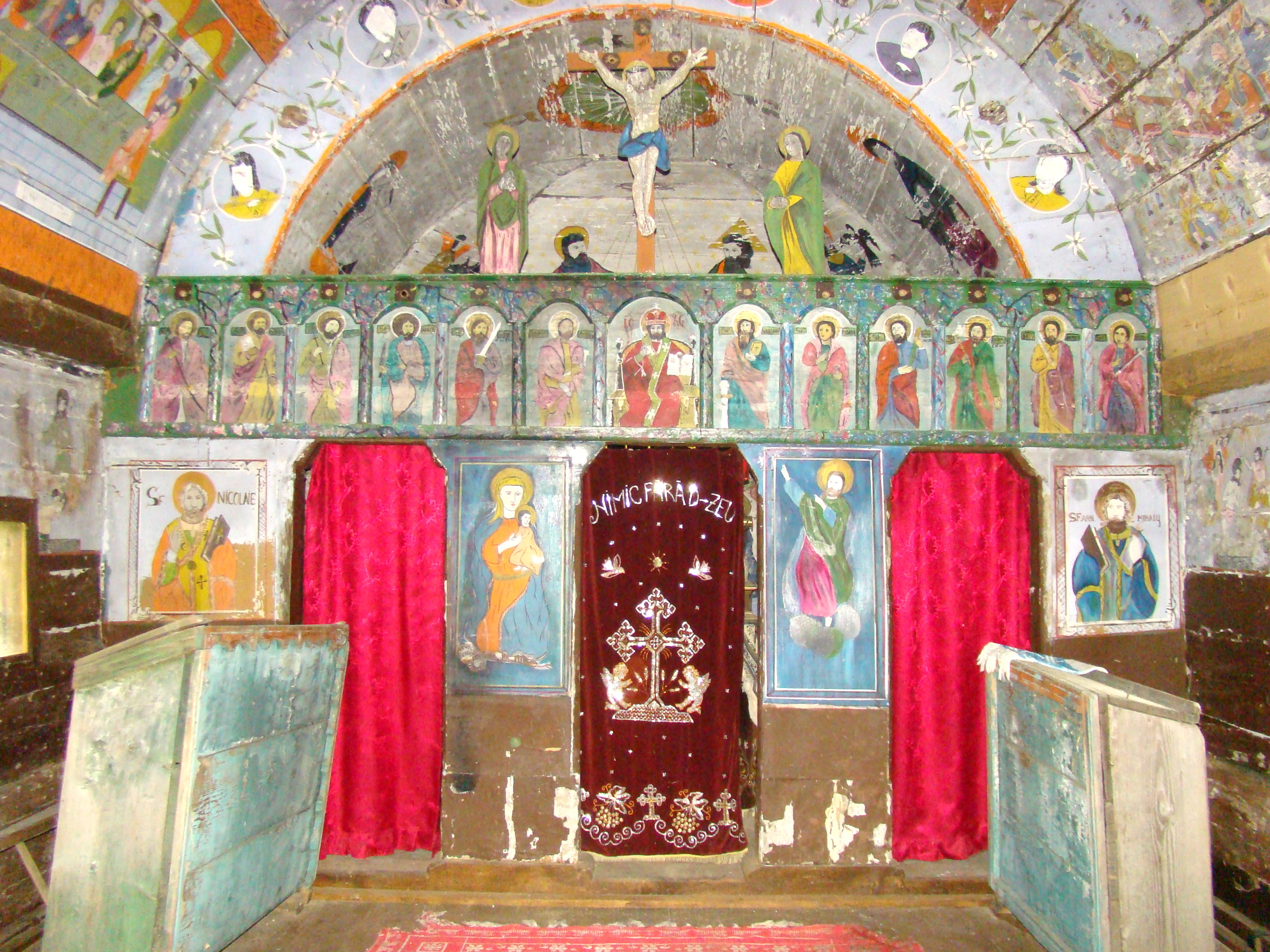
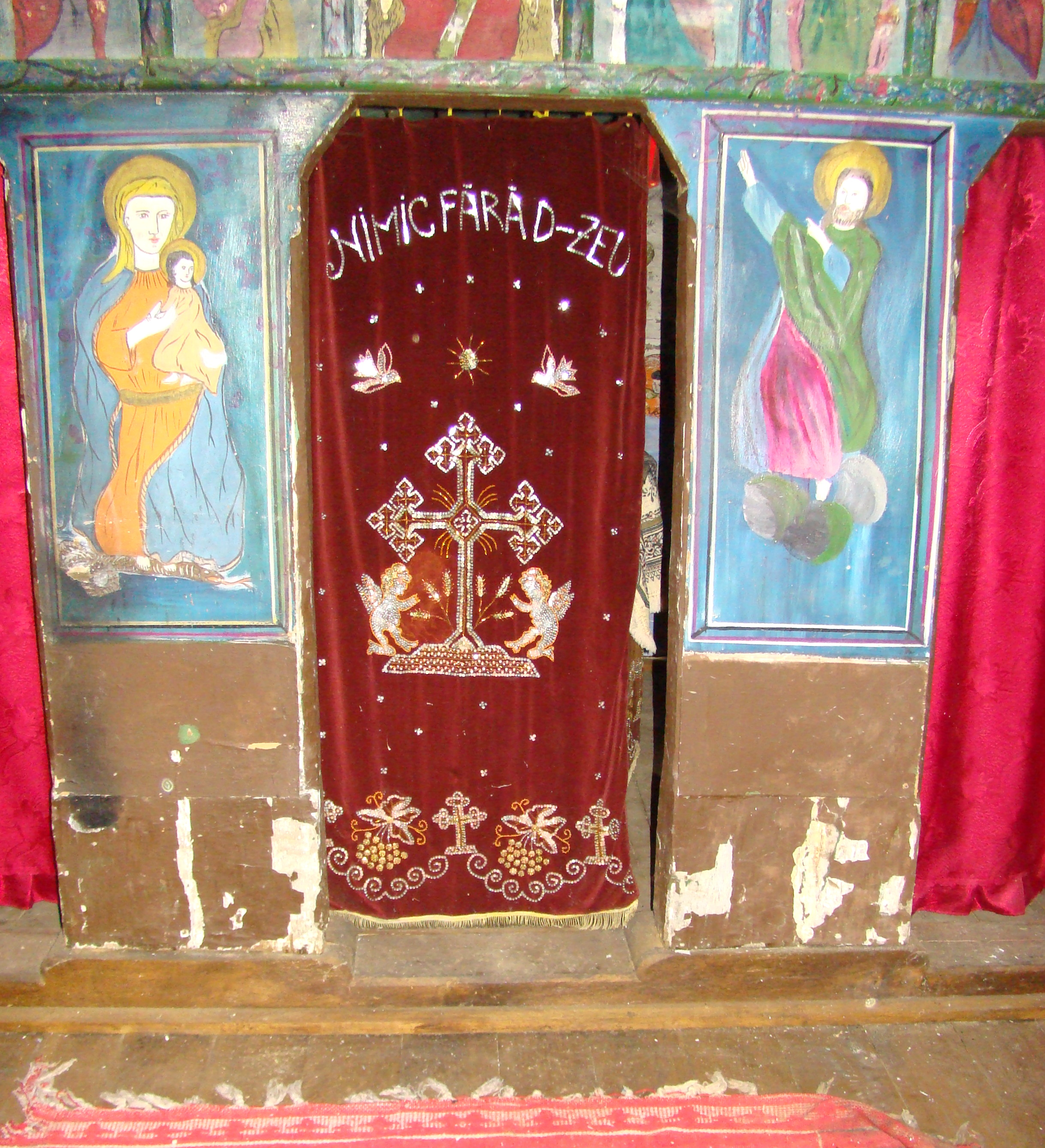
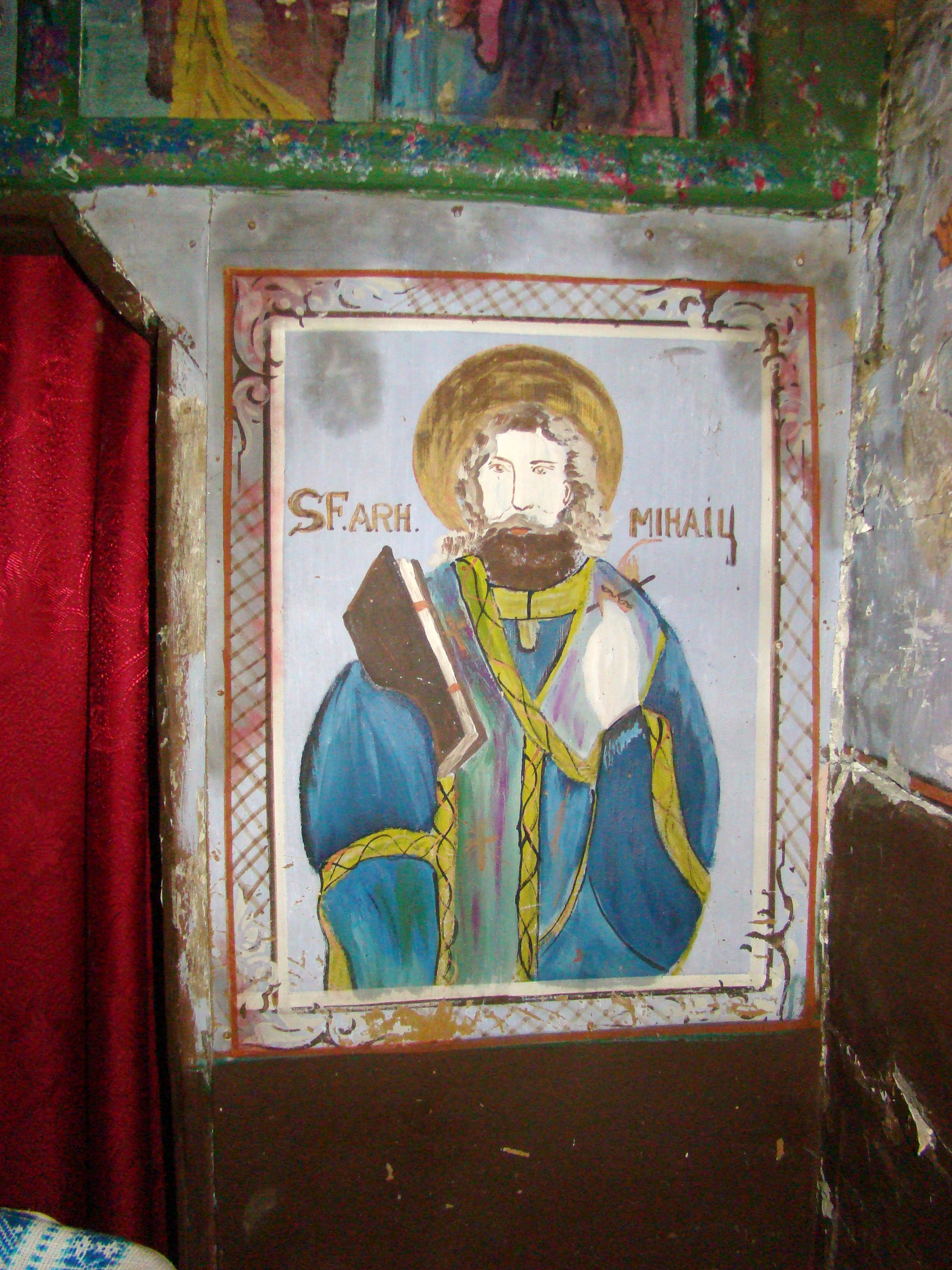
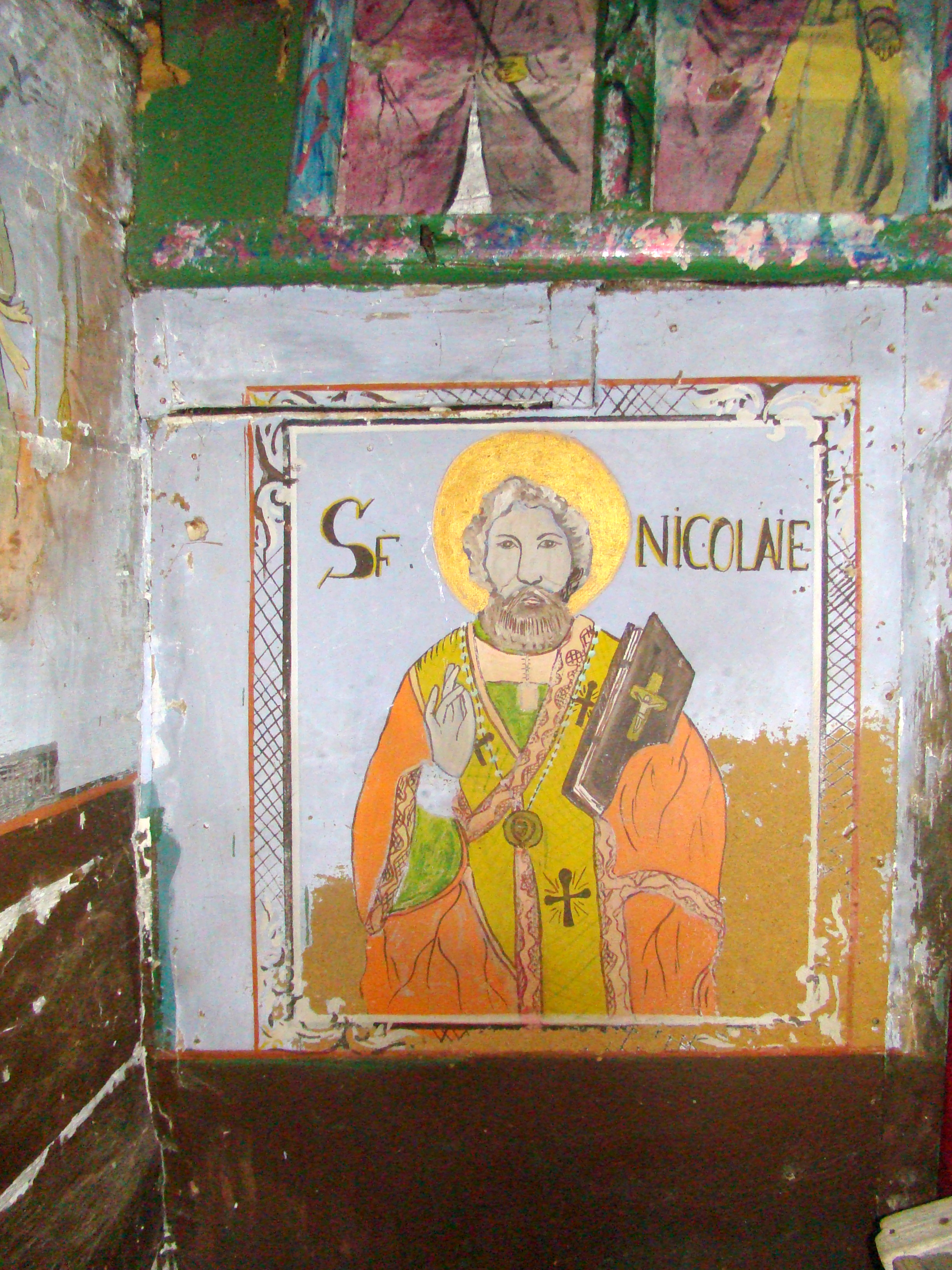
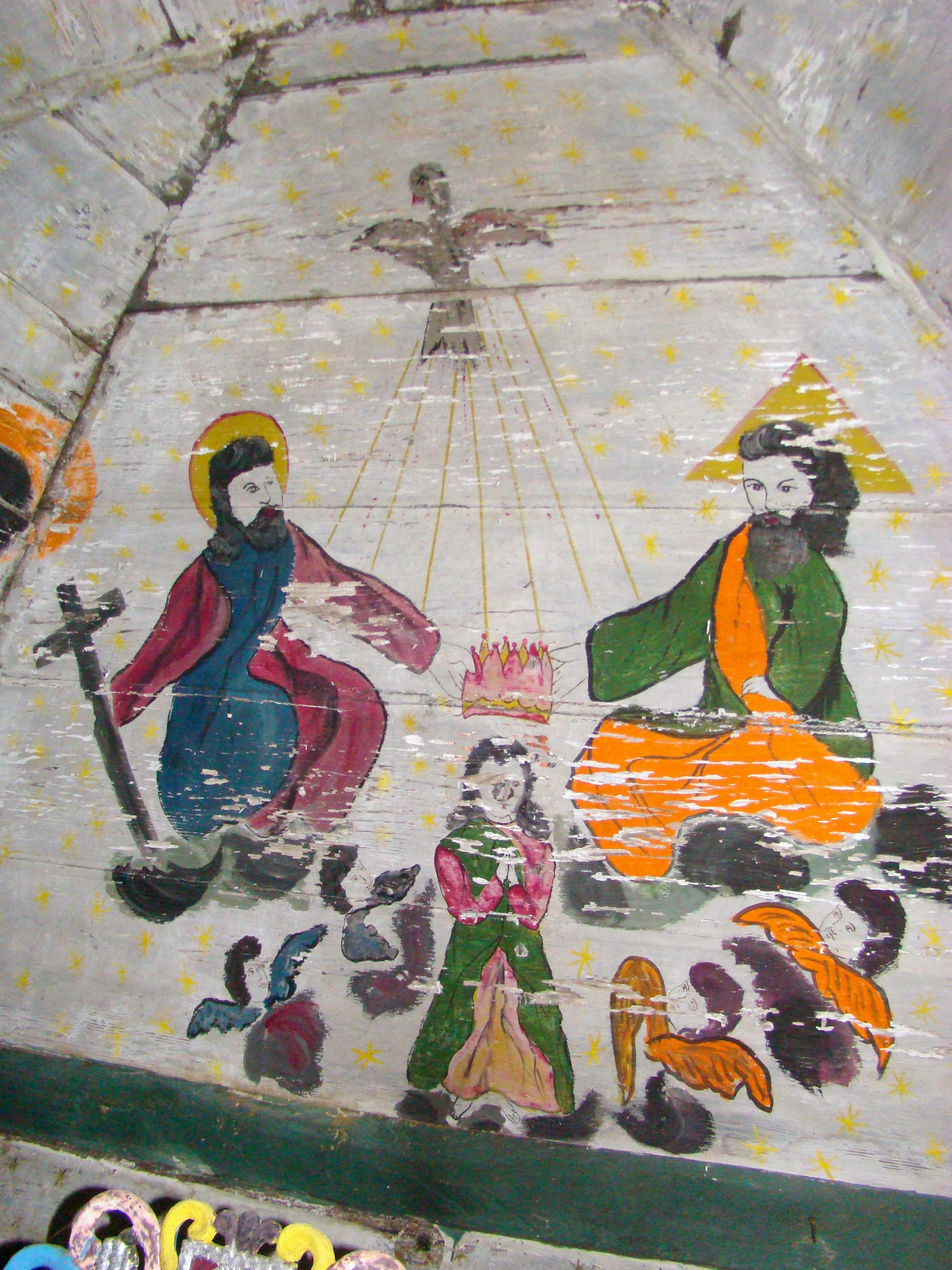
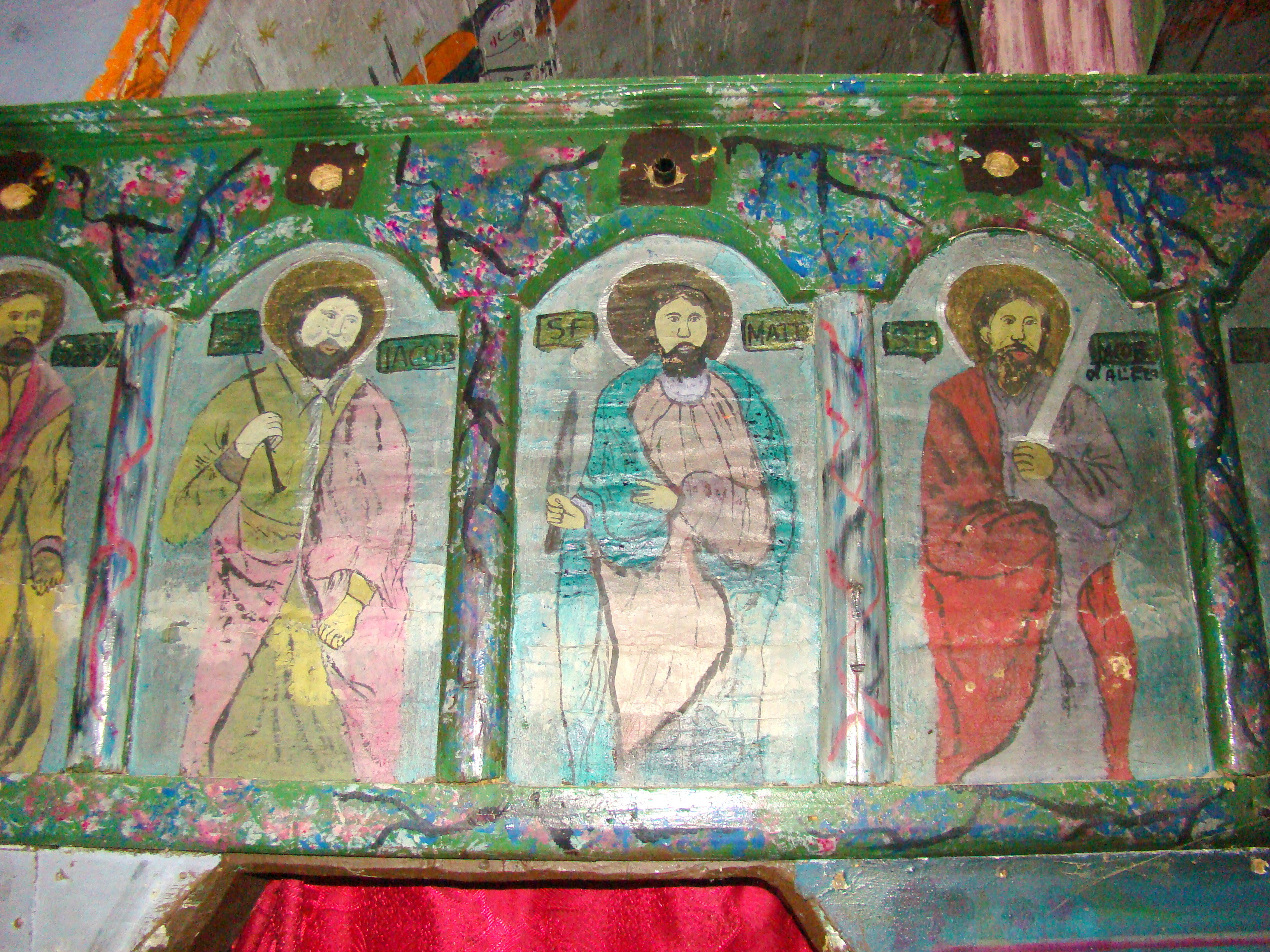
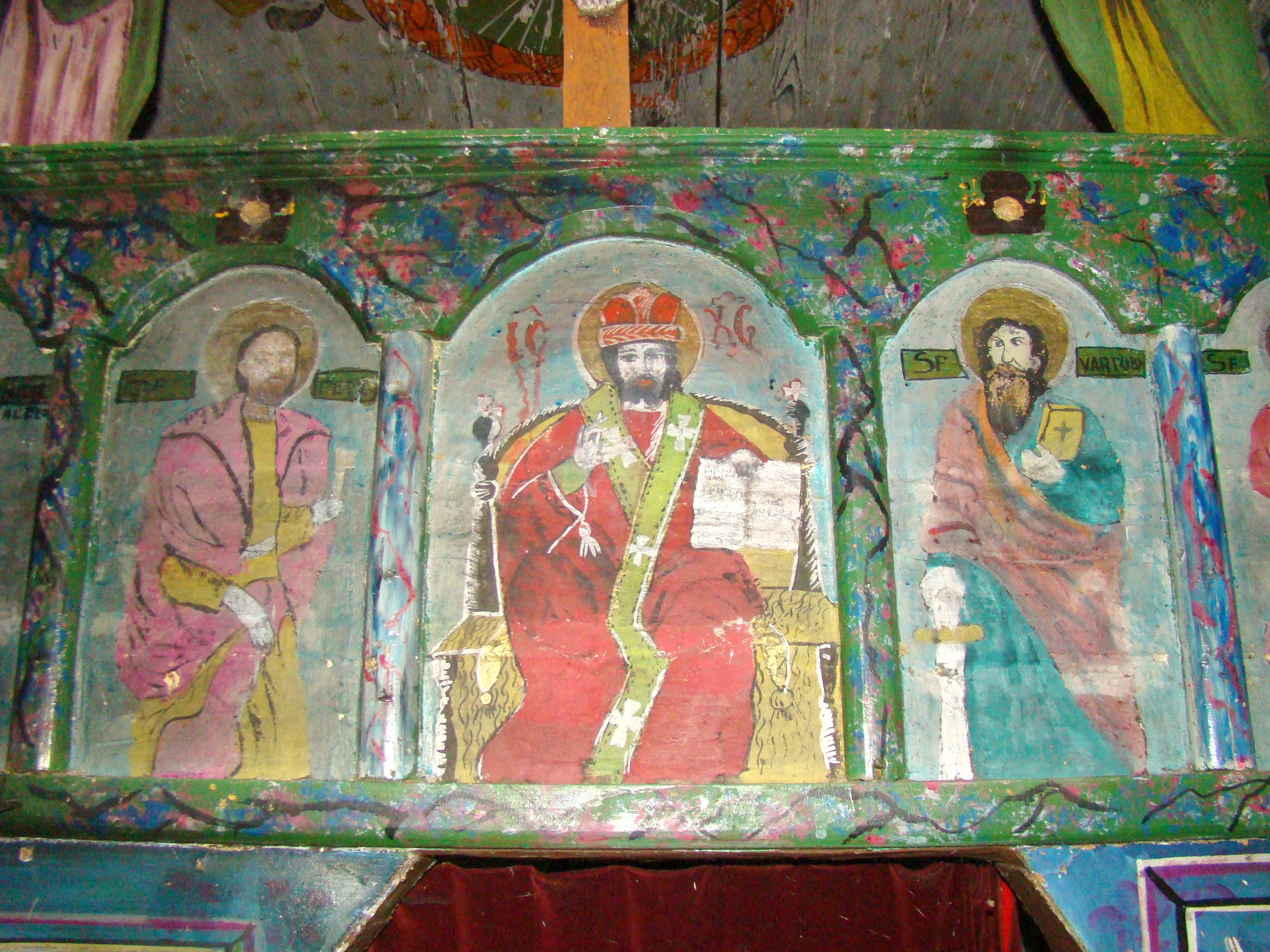
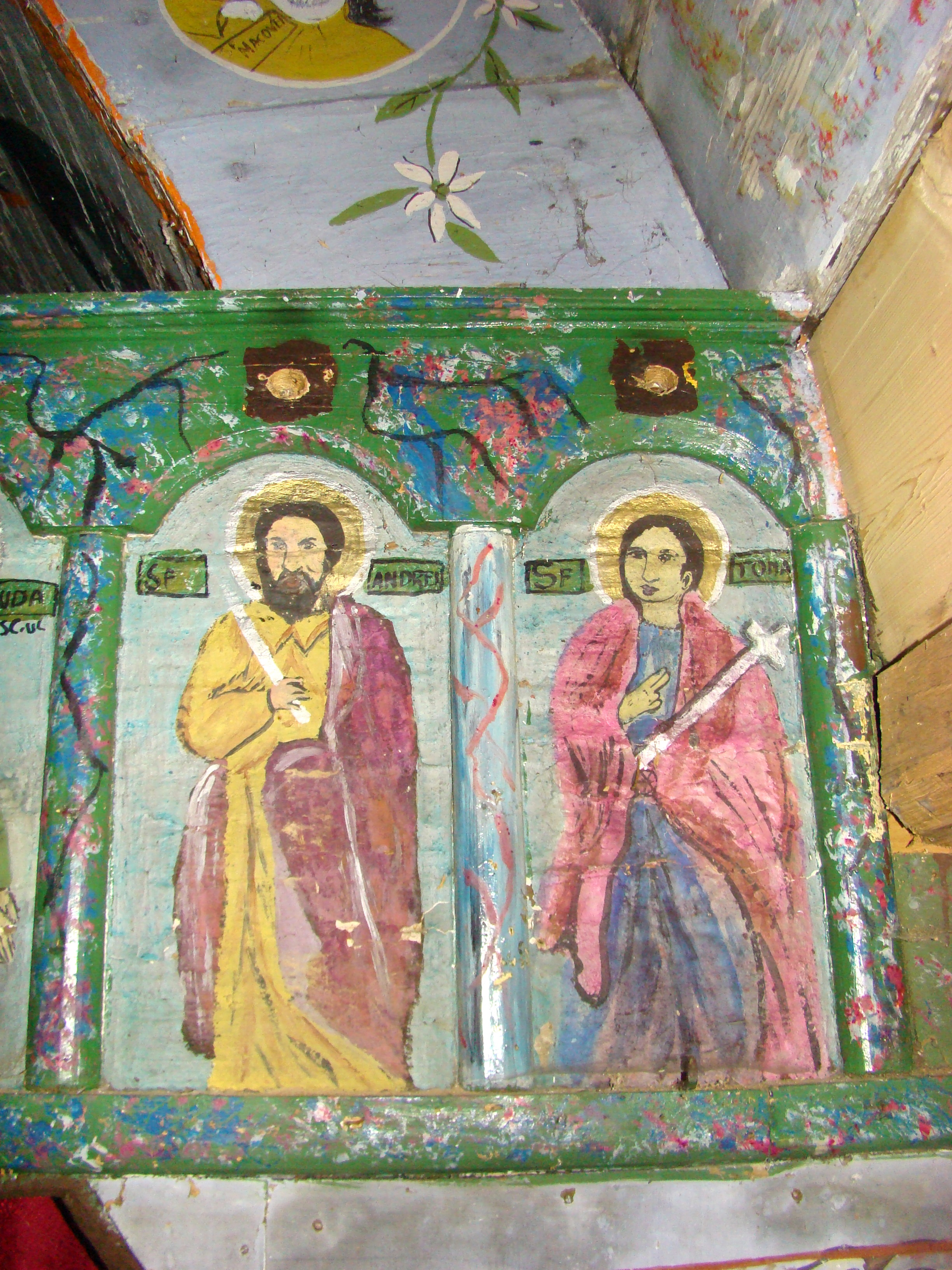
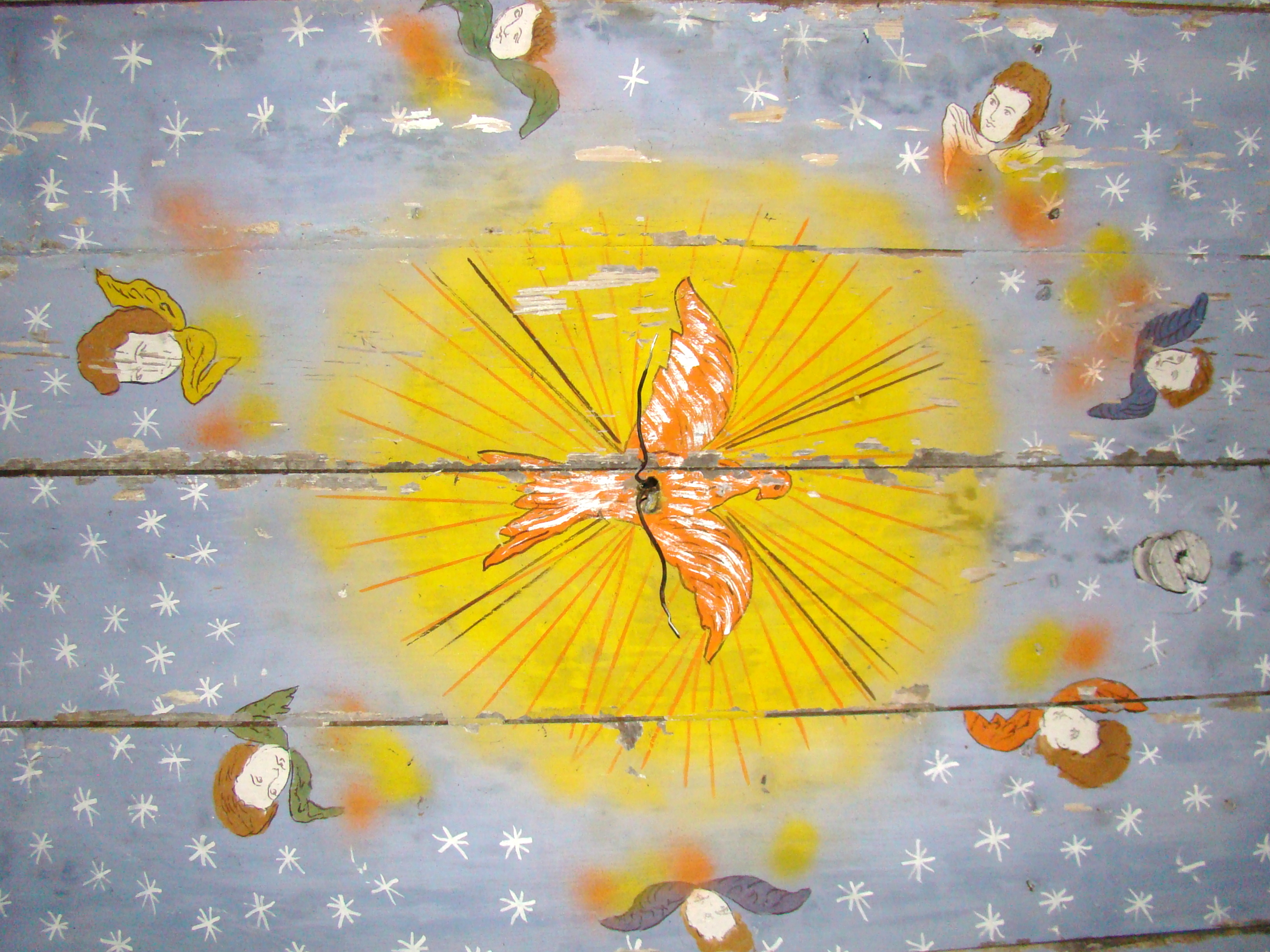
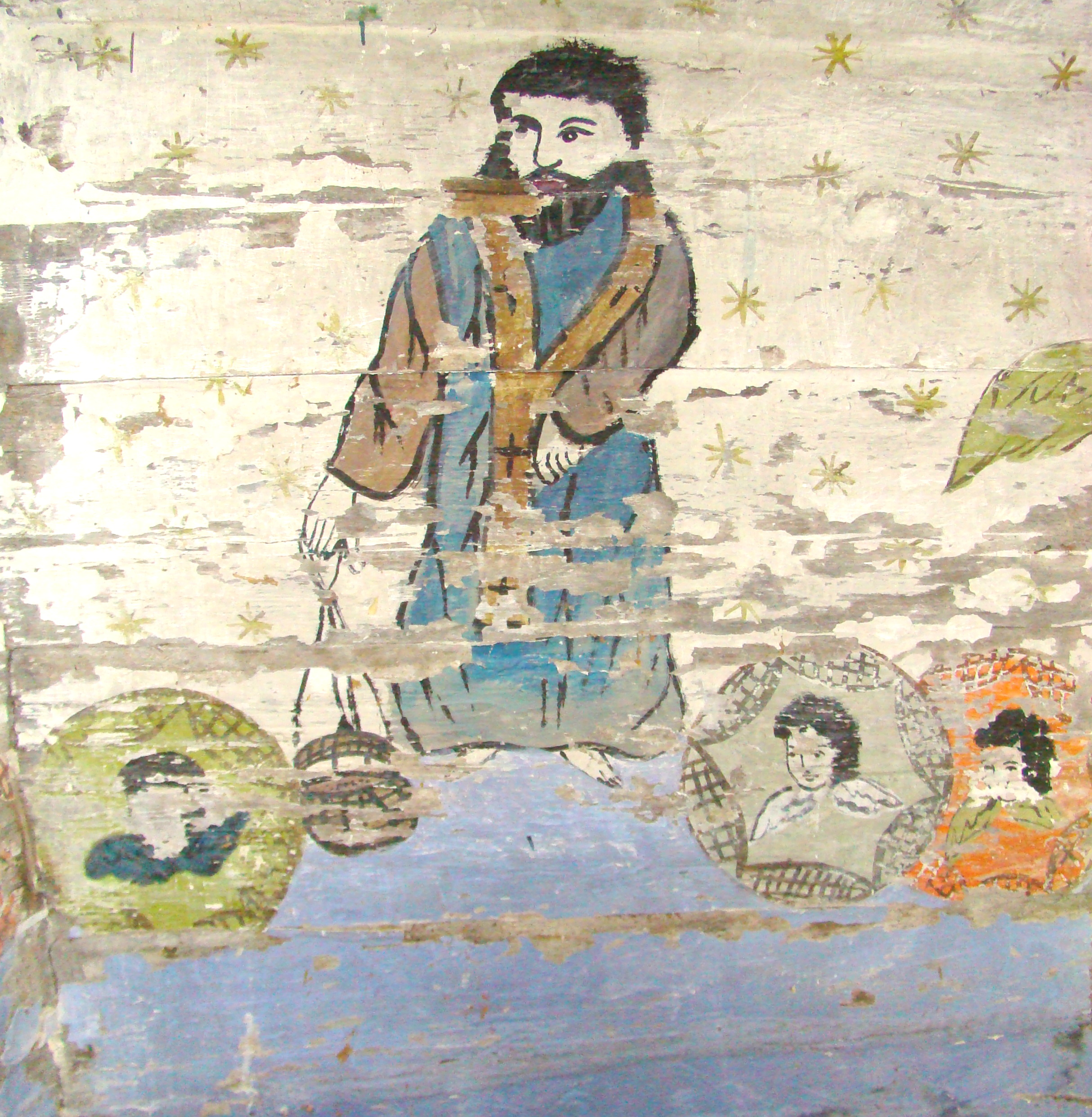
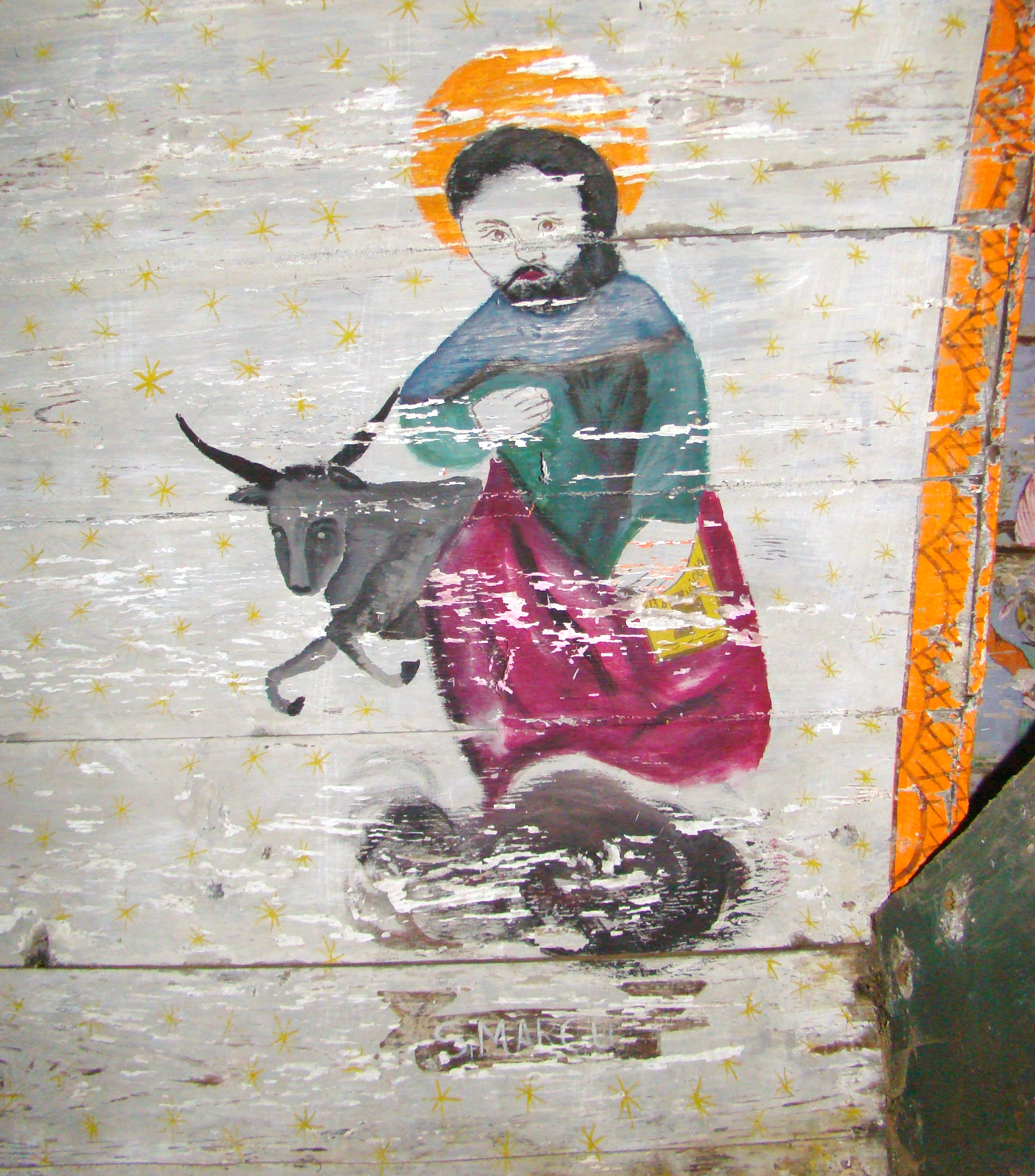
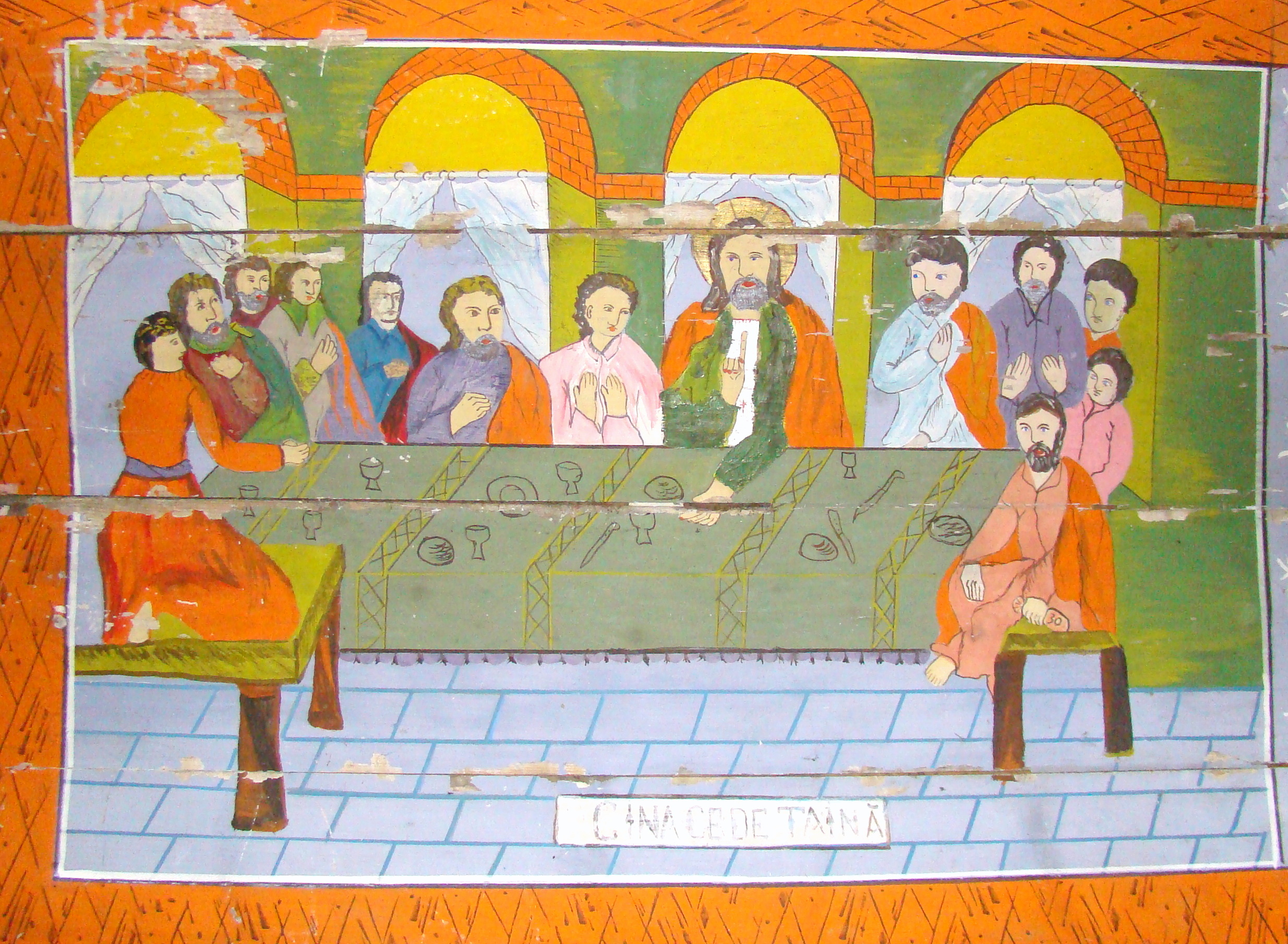
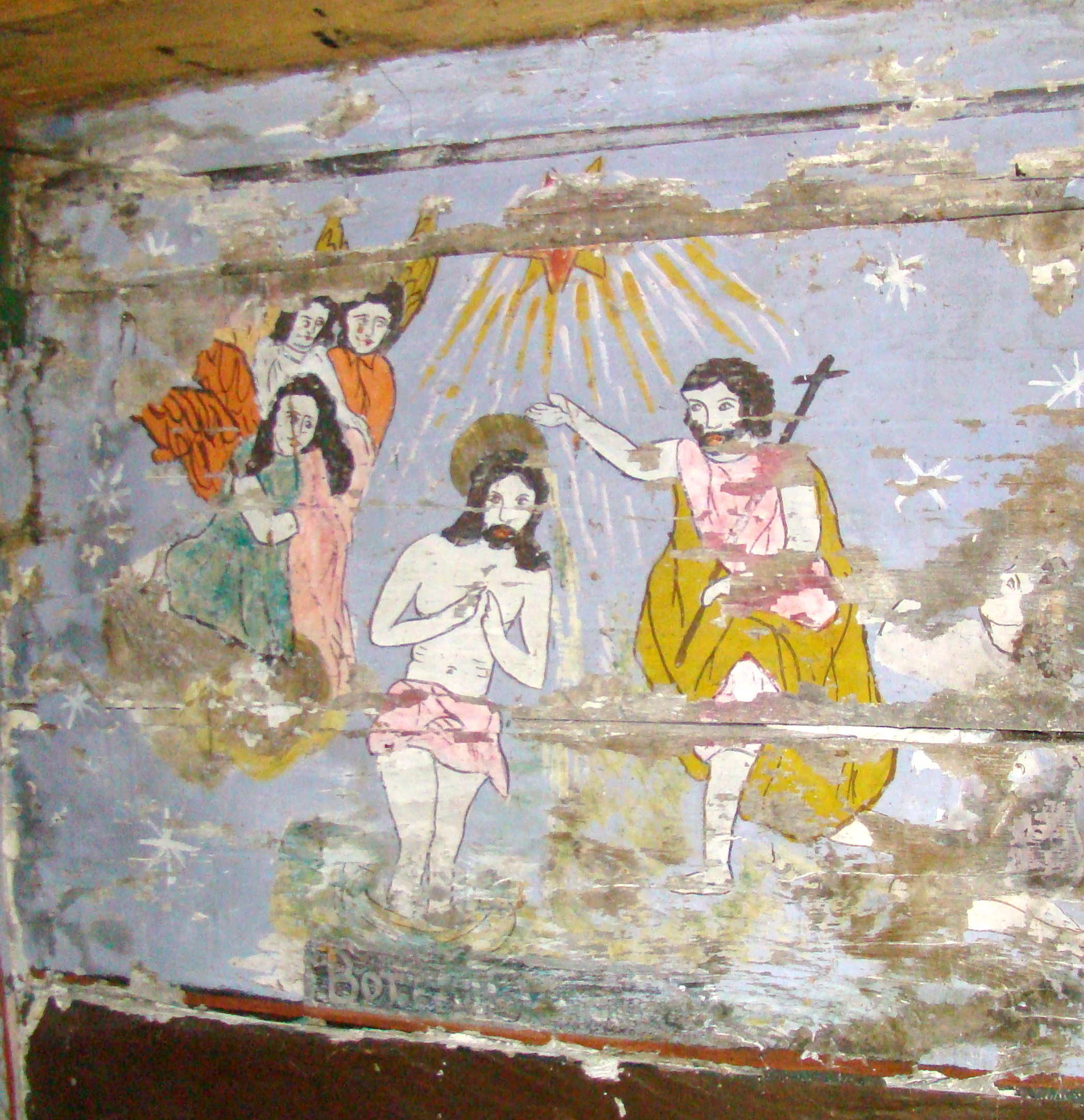
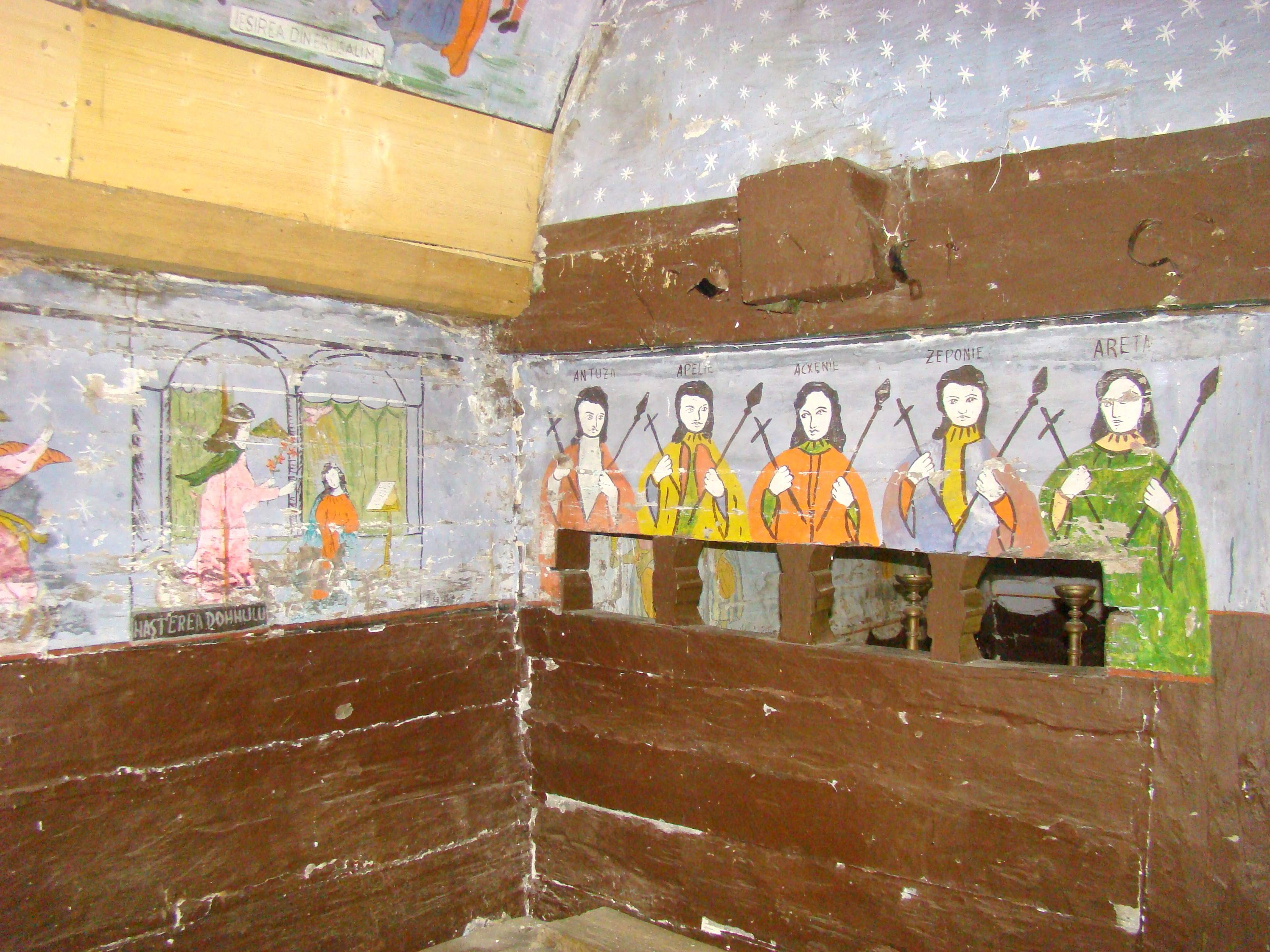
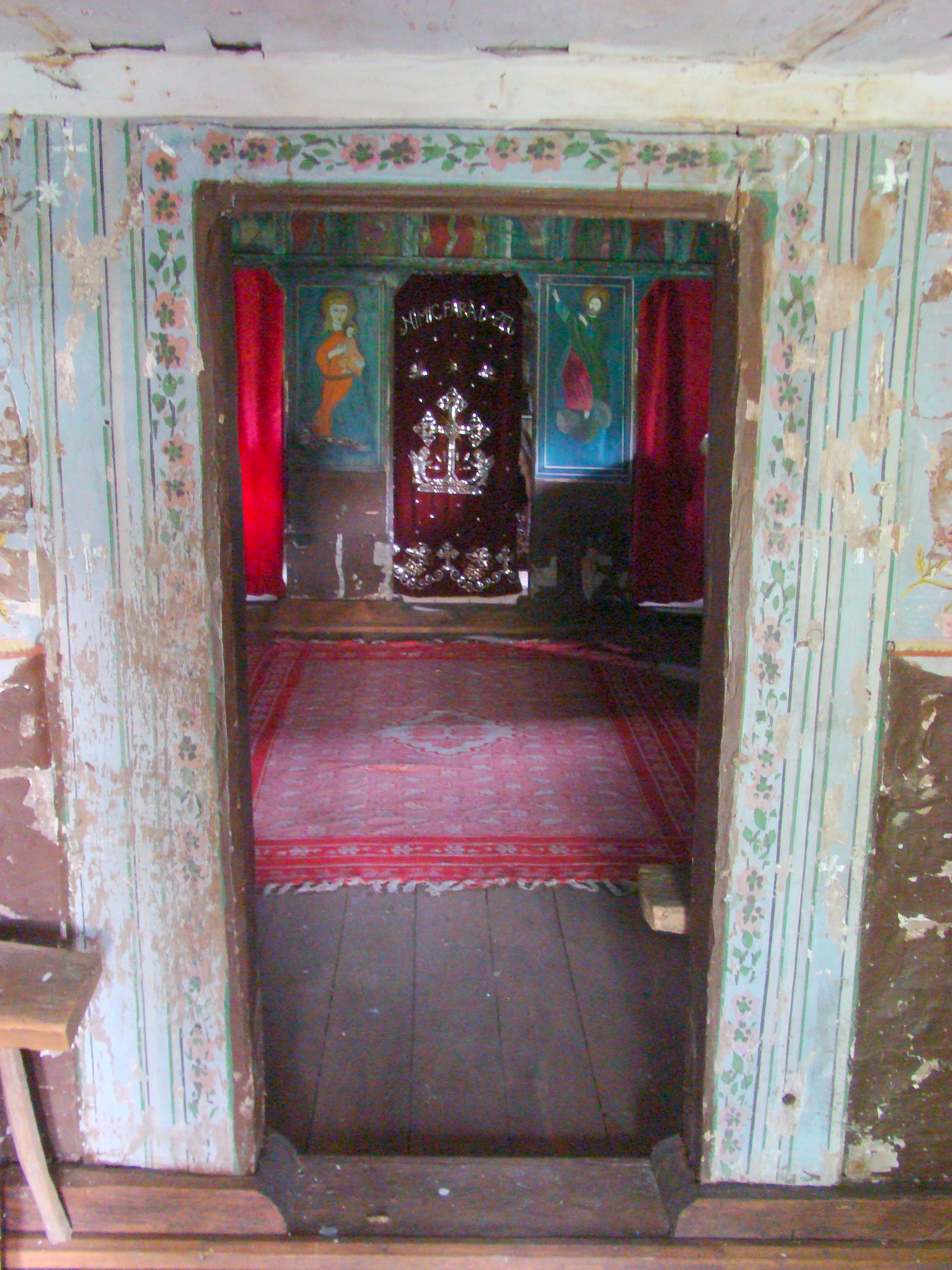
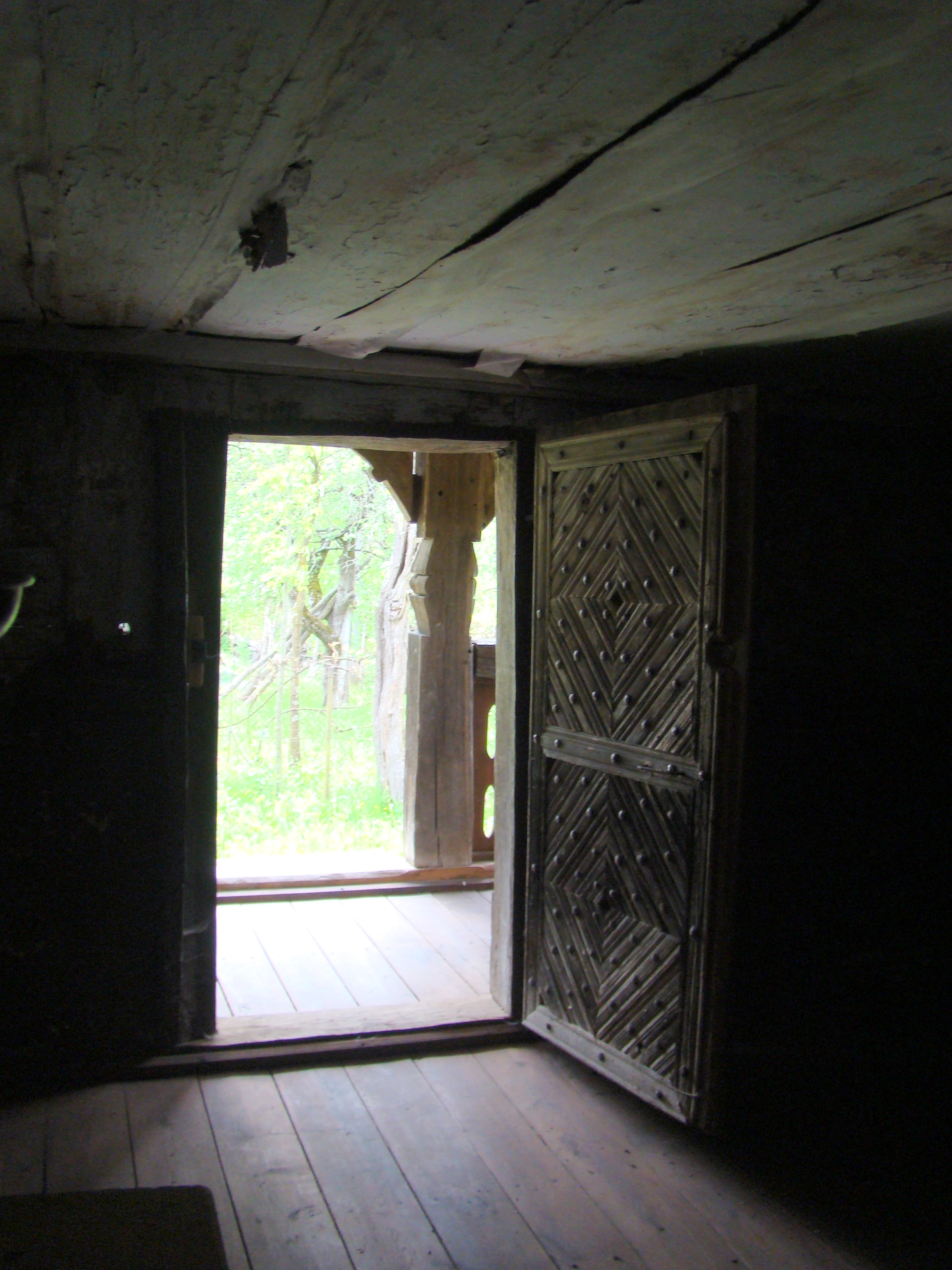